# Województwo śląskie
Województwo śląskie – jednostka samorządu terytorialnego i jednostka podziału administracyjnego Polski o powierzchni 12 333,09 km², położona na obszarze Niziny Śląskiej, Wyżyny Śląsko-Krakowskiej, Kotliny Oświęcimskiej, Pogórza Zachodniobeskidzkiego, Beskidów Zachodnich. Obejmuje wschodnią część Górnego Śląska i zachodnią część zachodniej Małopolski, w tym Zagłębie Dąbrowskie, zachodnie Zagłębie Krakowskie, Żywiecczyznę i Częstochowę. Zamieszkuje je około 4 375 947 osób. Jest województwem o najwyższym stopniu urbanizacji i gęstości zaludnienia. Siedzibą władz województwa są Katowice.
Województwo śląskie jest jedynym województwem w Polsce, w którym jest więcej miast na prawach powiatu (19) niż powiatów (17). Na jego terenie funkcjonuje jedyny w Polsce związek metropolitalny – Górnośląsko-Zagłębiowska Metropolia.

## Historia

### Położenie historyczne

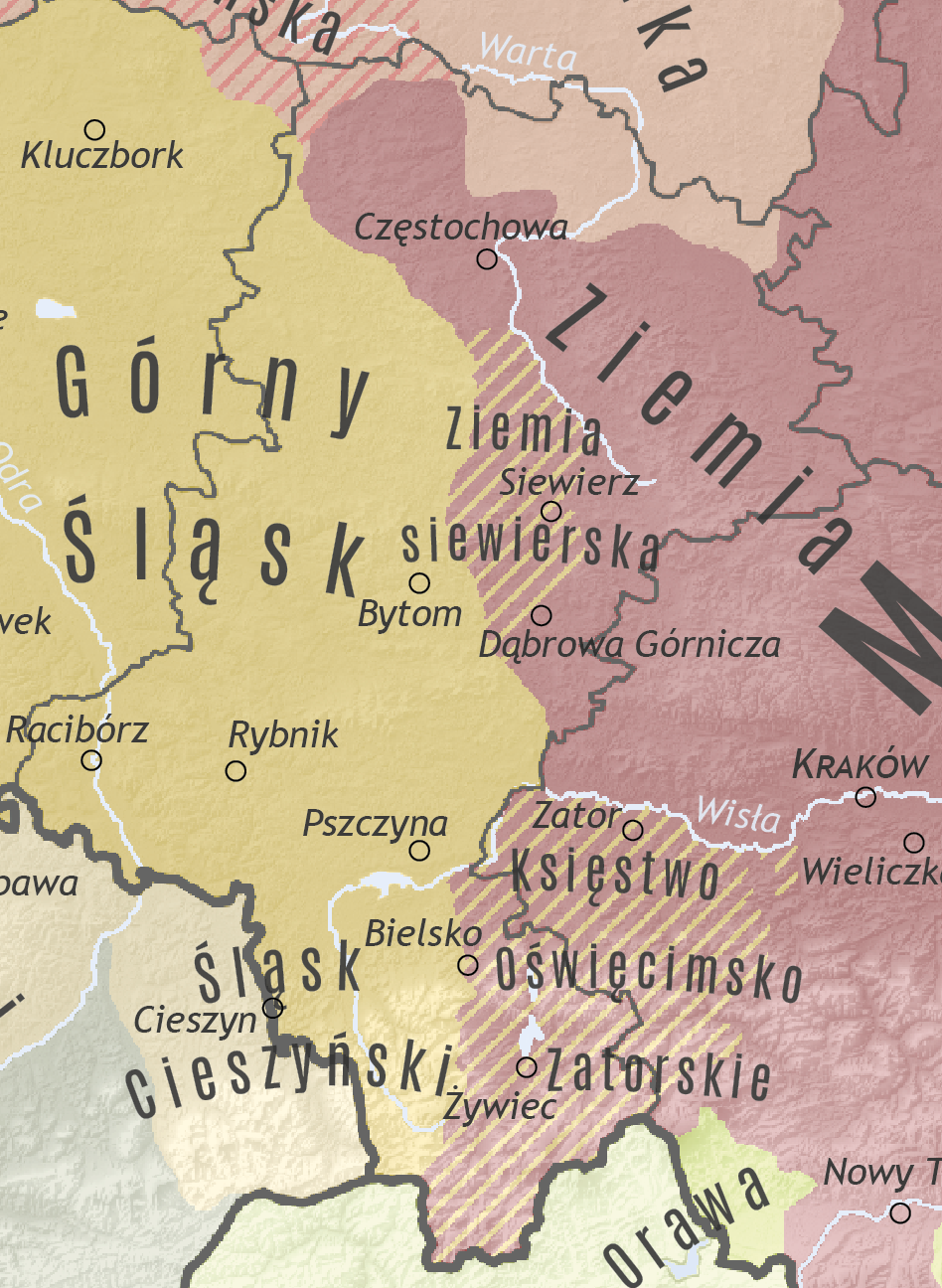
Regiony historyczne na tle współczesnych granic województwa
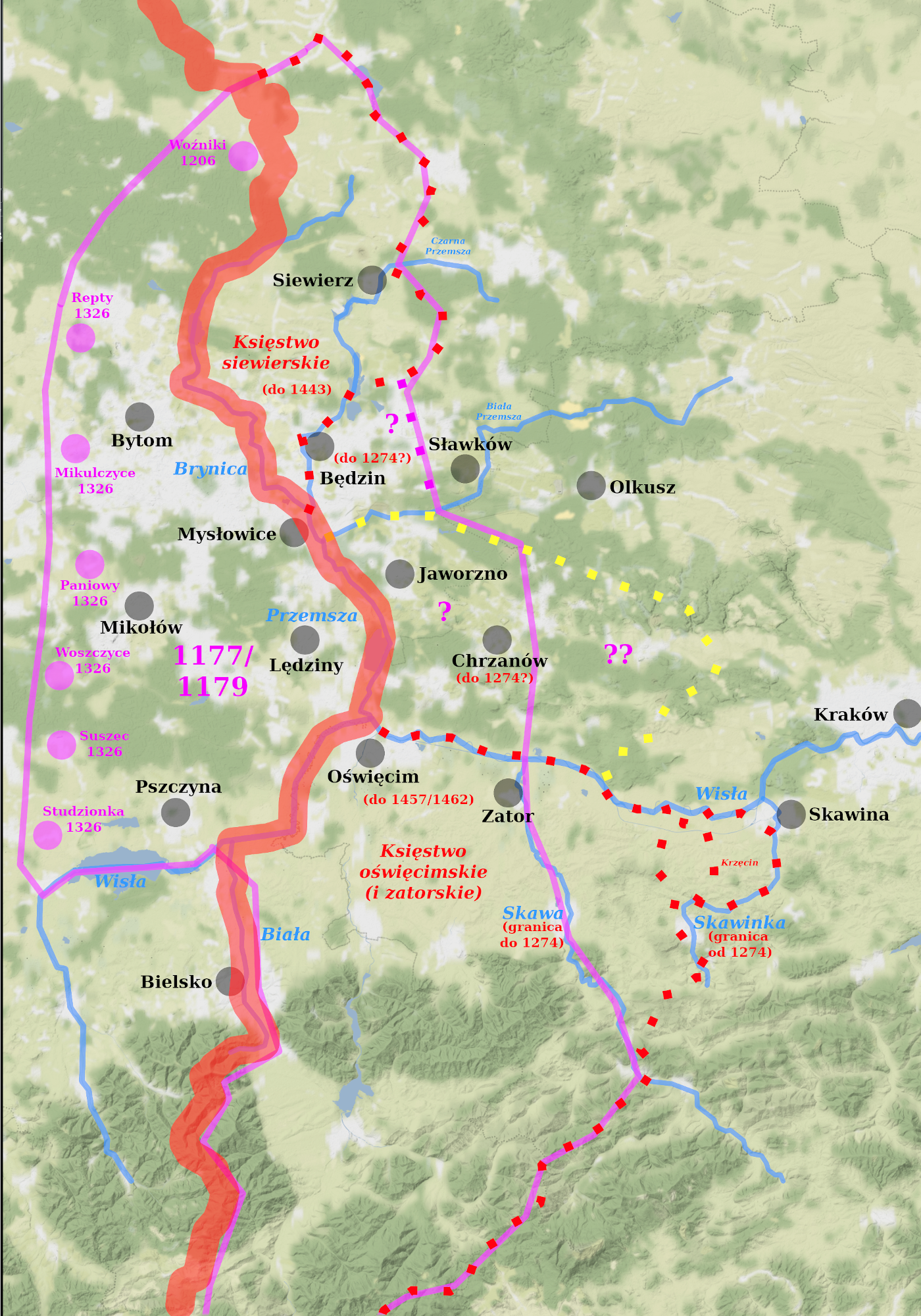
Pogranicze śląsko-małopolskie w średniowieczu
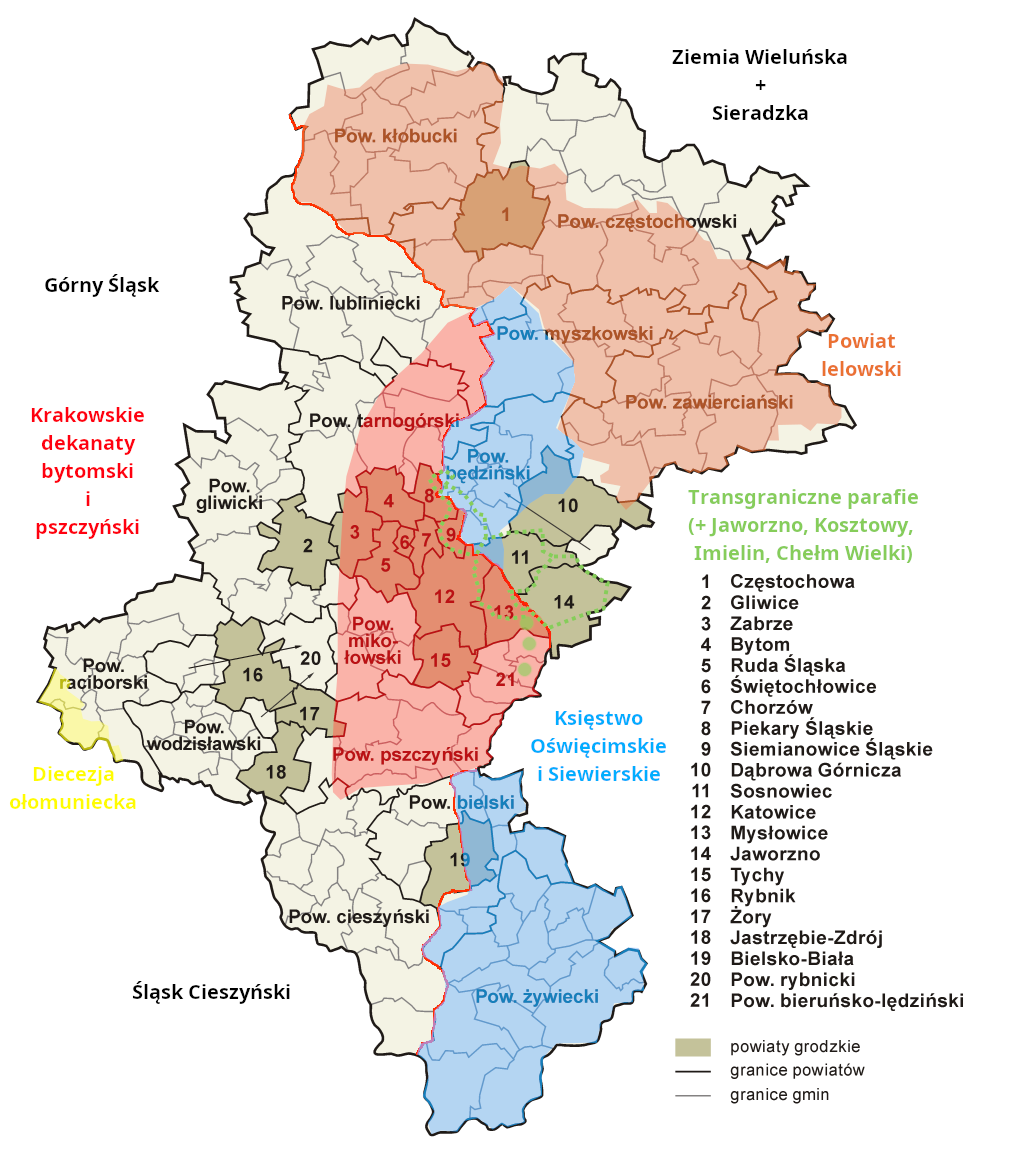
Podregiony historyczne nałożone na granice administracyjne

Województwo śląskie obejmuje wschodnią część Górnego Śląska (około 48% powierzchni) oraz zachodnią część Małopolski (45% powierzchni). Ponadto kilka północno-wschodnich gmin dzisiejszego powiatu częstochowskiego oraz skrawek kłobuckiego (za Liswartą) wchodziły w skład dawnego województwa sieradzkiego, zaliczanego w I Rzeczypospolitej do prowincji wielkopolskiej (7%).
Na obszarze województwa śląskiego można wyróżnić przede wszystkim dawniej prusko-niemiecki Górny Śląsk, oraz dawniej austriacki Śląsk Cieszyński (1009 km², czyli ok. 8% powierzchni), którego mieszkańcy identyfikują się ze Śląskiem, ale niekoniecznie z Górnym Śląskiem. Wyraźną specyfikę ma położony na południe od Raciborza niewielki obszar dawnej diecezji ołomunieckiej, tj. dystryktu kietrzańskiego, historycznie mającego z Polską piastowską (jak np. diecezja wrocławska) najmniej wspólnego, a więcej z Morawami, np. językowo posługującego się dawniej gwarami laskimi. Obecnie znajdująca się na tym obszarze gmina Krzanowice okazała się gminą z największym odsetkiem mieszkańców deklarujących narodowość niemiecką (ponad 20%) w całym województwie. Najdłuższy związek z dawną stolicą Polski – Krakowem, wykazywał natomiast do XIX wieku obszar dawnej diecezji krakowskiej, tj. dekanatu bytomskiego i pszczyńskiego. Na terenie tym leżą dziś obecnie miasta konurbacji katowickiej na wschód od Gliwic najściślej dziś kojarzone ze stereotypem Śląska, ze stolicą województwa włącznie. Powierzchnia tego obszaru wynosi z grubsza 1750 km² lub 14% powierzchni województwa.
W podobny sposób co Bytom i Pszczyna ze Śląskiem związane były w 1177 lub 1179 roku ziemie dawnych księstw oświęcimskiego z Żywiecczyzną (ponad 1300 km²) i siewierskiego (679 km²). Ich łączny obszar stanowi około 16% powierzchni województwa. Powróciły one jednak do I Rzeczypospolitej, co w roku 1494 ostatecznie ustaliło granicę między Śląskiem a Małopolską. Przed rozbiorami obszar księstwa oświęcimskiego znalazł się jednak w specyficznym powiecie śląskim województwa krakowskiego, a w czasach austriackich niemieccy mieszkańcy bielsko-bialskiej wyspy językowej kilkukrotnie próbowali przyłączyć ten obszar do Śląska Austriackiego, podczas gdy polscy aktywiści ze Śląska Cieszyńskiego wysuwali też postulat przyłączenia powiatów bielskiego, cieszyńskiego i frysztackiego do Galicji. Po drugiej wojnie światowej region ten konsolidował się w pewnym stopniu jako tzw. Podbeskidzie. Księstwo siewierskie do województwa krakowskiego włączone zostało dopiero w 1790, a wcześniej funkcjonowało w dużej mierze jako prywatna własność biskupów krakowskich. W rękach tychże biskupów znajdował się również klucz sławkowski, którego historia stanowi ważne przedindustrialne tło dziejów Zagłębia Dąbrowskiego, w granicach którego znajdowała się większa jego część (mniejszy kawałek należał do księstwa siewierskiego). Mało znanym faktem jest, że dużo z dzisiejszych dzielnic Sosnowca podlegało do 1810 roku parafii miejskiej śląskich Mysłowic. Podobnie graniczną Brynicę przekraczały parafie w Czeladzi i Kamieniu, a do dekanatu bytomskiego przez stulecia należały dwie parafie: w Ciągowicach i Będzinie. Być może do Śląska przejściowo należała w XIII wieku większa część dzisiejszego Jaworzna, związana ze śląską parafią w Lędzinach. Koło Lędzin, po śląskiej stronie Przemszy leżą natomiast trzy miejscowości: Kosztowy, Imielin i Chełm Śląski, które do XVIII wieku stanowiły tzw. polską eksklawę. Pozostałą część przedrozbiorowego województwa krakowskiego stanowi przede wszystkim dawny powiat lelowski, dawniej niejako półwysep ziemi krakowskiej wciśnięty pomiędzy Śląsk i Ziemię Wieluńsko-Sieradzką. Duża jego część została w trzecim rozbiorze Polski przyłączona do Królestwa Prus jako tzw. Nowy Śląsk (Neuschlesien). W Nowym Śląsku powstał zalążek przemysłowego Zagłębia Dąbrowskiego, który wykrystalizował się w czasach jego przynależności do Rosji. W XIX wieku Trójkąt Trzech Cesarzy oddzielał Zagłębie Dąbrowskie nie tylko od pruskiego Śląska, ale też od galicyjskiego Zagłębia Krakowskiego, dawniej części Wolnego Miasta Krakowa. Powstałe wówczas trzy silnie zurbanizowane regiony przemysłowe nie łączyło do 1918 roku wiele powiązań gospodarczych, co było efektem polityki wrogich sobie mocarstw rozbiorowych. Te zaczęły powstawać na dobre dopiero po pierwszej wojnie światowej,

### Po I wojnie światowej

Ewolucja terytorialna województwa śląskiego (katowickiego) od 1920 roku

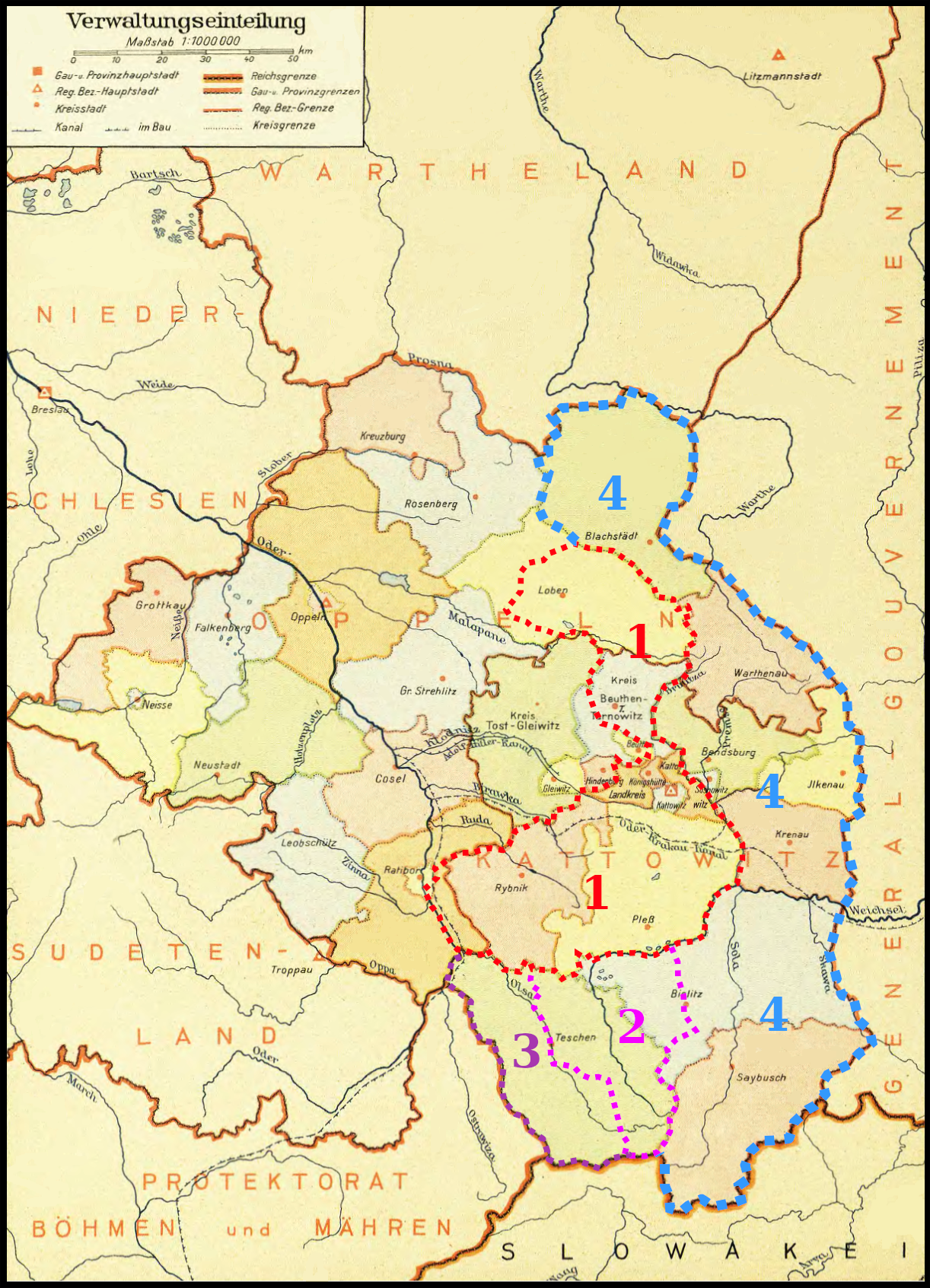
Wschodni Górny Śląsk podczas II wojny światowej:
1 – dawniej pruska część polskiego województwa śląskiego
2 – polski Śląsk Cieszyński
3 – czeskosłowacki Śląsk Cieszyński (Zaolzie)
4 – nowy „Wschodni Górny Śląsk”, przed 1939 części województw krakowskiego i kieleckiego

Po raz pierwszy województwo śląskie powołano w II Rzeczypospolitej. Posiadało ono dużo szerszy zakres kompetencji niż inne ówczesne polskie województwa i obejmowało wszystkie historyczne ziemie Górnego Śląska, które znalazły się w międzywojennej Polsce (m.in. Katowice, Rybnik, Pszczyna, Wodzisław Śląski, Żory, Mikołów, Tychy, Królewska Huta, Tarnowskie Góry, Miasteczko Śląskie, Woźniki, Lubliniec, Cieszyn, Skoczów, Bielsko). Województwo to nie obejmowało – w przeciwieństwie do obecnego – ziem i miast dawnej, przedrozbiorowej I Rzeczypospolitej, chociaż powstały takie plany w latach 30. Spośród tych ostatnich część południowa weszła w skład województwa krakowskiego (Żywiec, Wilamowice, Biała Krakowska oraz Jaworzno), natomiast część północno-wschodnia (m.in. Będzin, Dąbrowa Górnicza, Sosnowiec, Częstochowa, Myszków, Szczekociny, Zawiercie, Sławków) należała do województwa kieleckiego.
W następstwie agresji nazistowskich Niemiec na Polskę (Kampania wrześniowa) ukazał się dekret Hitlera O podziale i zarządzie terenów wschodnich, wydany 8 października 1939 roku. Utworzono prowincję śląską (Gau Schlesien), z siedzibą we Wrocławiu. Składała się ona z czterech okręgów rejencyjnych: katowickiego, opolskiego, wrocławskiego i legnickiego.
W skład rejencji katowickiej weszły powiaty: katowicki, chorzowski, tarnogórski, bytomski, zabrski, gliwicki, frysztacki, cieszyński, bielski, bialski, żywiecki, pszczyński, sosnowiecki, będziński oraz część powiatów chrzanowskiego, olkuskiego, rybnickiego i wadowickiego. Natomiast zgodnie z dekretem Hitlera z 12 października 1939 roku o powołaniu Generalnego Gubernatorstwa (Generalgouvernement), Częstochowa należała do GG.
W 1941 r. nastąpił podział administracyjny Prowincji Śląsk (Provinz Schlesien), w wyniku którego utworzono Prowincję Górny Śląsk (Provinz Oberschlesien):
- Rejencja Katowice (Regierungsbezirk Kattowitz) – całe województwo śląskie bez powiatu lublinieckiego, powiat będziński i część olkuskiego z województwa kieleckiego oraz powiaty bialski, żywiecki i część powiatów chrzanowskiego i wadowickiego z województwa krakowskiego
- Rejencja Opole (Regierungsbezirk Oppeln) – powiat lubliniecki województwa śląskiego oraz część powiatów częstochowskiego i zawierciańskiego z województwa kieleckiego.

Po wojnie, w latach 1945–1950 istniało województwo śląskie (potocznie określane jako województwo śląsko-dąbrowskie, dlatego że przyłączono do niego Zagłębie Dąbrowskie), które obejmowało zdecydowaną większość terytorium dzisiejszego województwa śląskiego (gł. bez okolic Częstochowy, Żywca i Jaworzna) oraz województwa opolskiego (bez Brzegu i Namysłowa). W 1950 roku województwo śląsko-dąbrowskie podzielono na województwa opolskie i katowickie. Dopiero to ostatnie posiadało granice zbliżone do współczesnych.

### Współczesne województwo
Gospodarcze związki stanowiły, pośród innych, główne uzasadnienie powstania województwa śląskiego w obecnych granicach. Już jednak projekty utworzenia województwa śląskiego obejmującego w znacznej części obszary, których mieszkańcy nie identyfikowali się ze Śląskiem wywoływało kontrowersje. Podobnie jest z herbem, który nawiązuje jedynie do herbów byłych księstw śląskich.
Obecne województwo śląskie zostało utworzone w 1999 z województw poprzedniego podziału administracyjnego:
- katowickiego (oprócz gmin powiatów olkuskiego[a] i chrzanowskiego oraz gminy Brzeszcze z powiatu oświęcimskiego)
- bielskiego (oprócz gmin powiatów suskiego, wadowickiego i oświęcimskiego)
- częstochowskiego (oprócz gmin: Pajęczno, Strzelce Wielkie, Nowa Brzeźnica, Gidle, Żytno, Secemin, Radków, Moskorzew i gmin powiatu oleskiego).

## Odznaczenia i wyróżnienia
- Nagroda „Europejski Region Przedsiębiorczości” (2021)[5]

## Geografia

Mapa ogólnogeograficzna województwa śląskiego

Według danych z 1 stycznia 2014 r. powierzchnia województwa wynosiła 12 333,09 km², co stanowi 3,9% powierzchni Polski.

### Położenie administracyjne

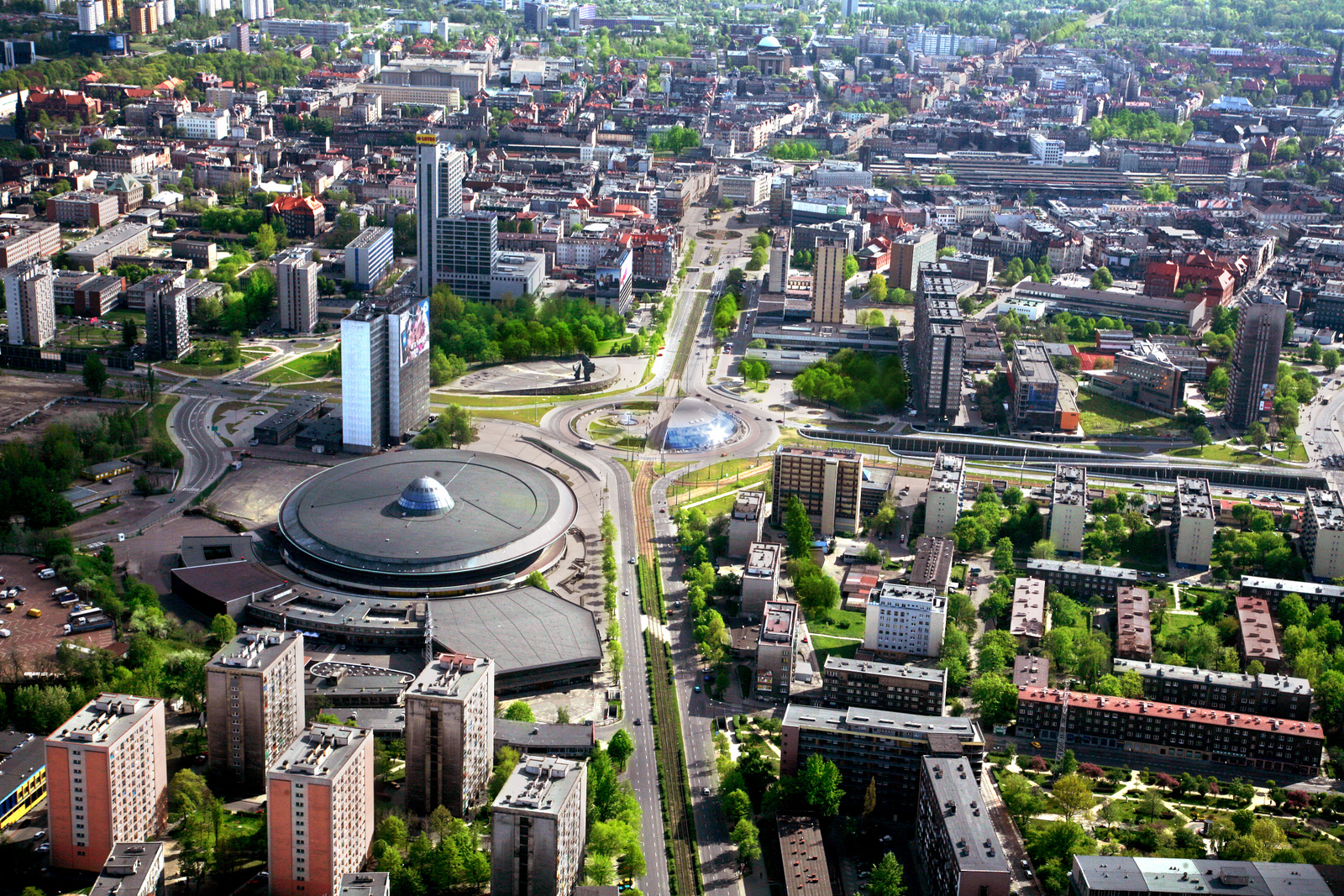
Katowice

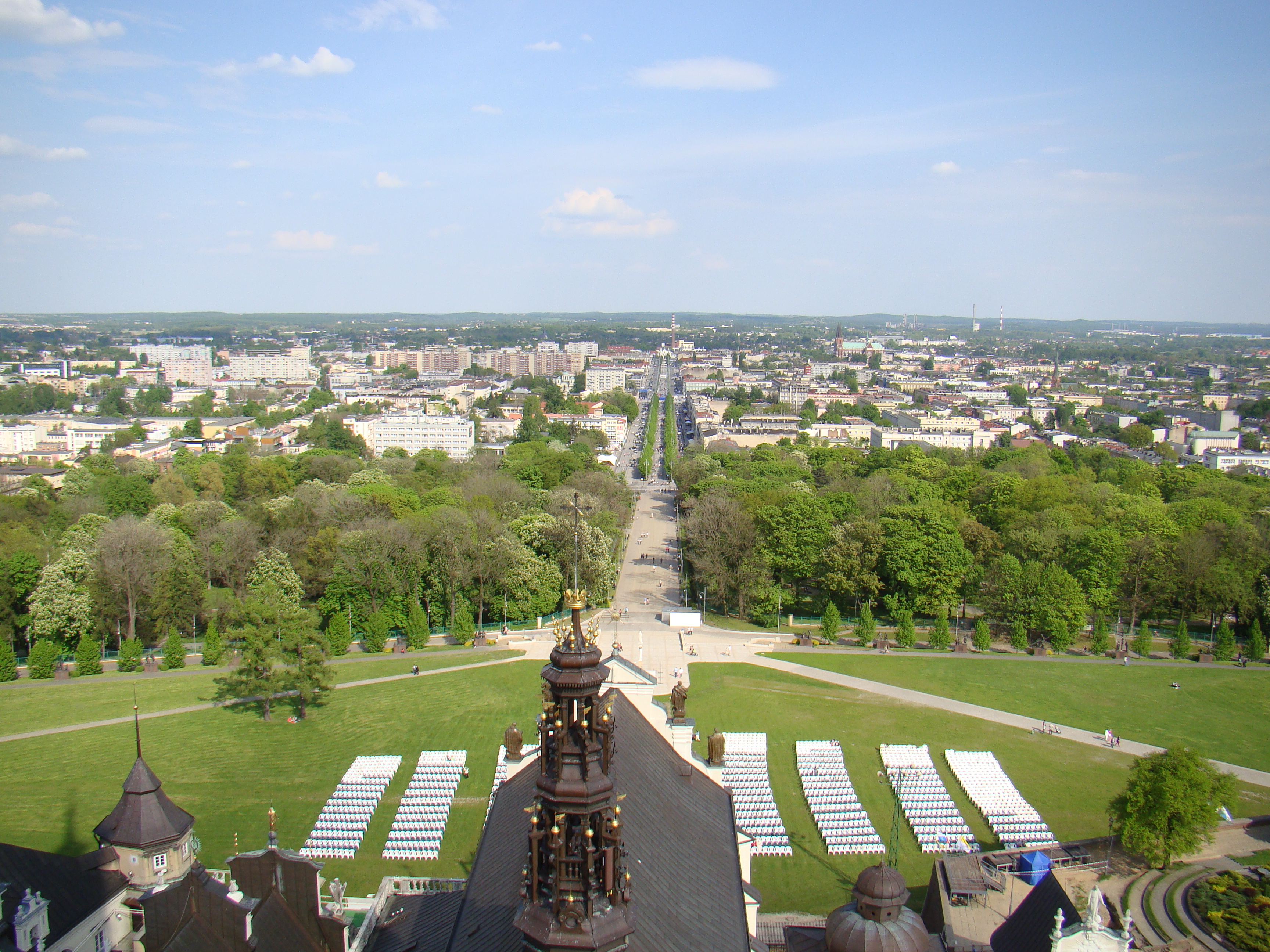
Częstochowa

Województwo jest położone w południowej Polsce i graniczy z:
- Czechami (z krajem morawsko-śląskim) na długości 142,9 km na południu
- Słowacją (z krajem żylińskim) na długości 85,3 km na południu

oraz z województwami:
- małopolskim na długości 273,4 km na wschodzie
- świętokrzyskim na długości 137,9 km na północnym wschodzie
- łódzkim na długości 112,6 km na północy
- opolskim na długości 230,9 km na zachodzie

### Położenie fizycznogeograficzne
Pod względem geograficznym województwo śląskie należy do Wyżyny Śląskiej, Jury Krakowsko-Częstochowskiej, Kotliny Oświęcimskiej oraz Beskidów. Ponadto w tych obszarach geograficznych można wyróżnić mniejsze, takie jak np. Garb Tarnogórski, Płaskowyż Rybnicki czy Kotlinę Raciborską.

### Topografia
W wymiarze północ-południe województwo rozciąga się na długości 189 km, to jest 1°42′19″. W wymiarze wschód-zachód rozpiętość województwa wynosi 138 km, co w mierze kątowej daje 1°56′20″.
Współrzędne geograficzne skrajnych punktów:
- północny: 51°05′57″ szer. geogr. N – nurt Warty w pn.-wsch. narożniku działki ewidencyjnej nr 18/1 (powiat kłobucki),
- południowy: 49°23′38″ szer. geogr. N – słupek graniczny nr 161/6 (powiat żywiecki),
- zachodni: 18°02′06″ dług. geogr. E – słupek graniczny nr 45/5 (powiat raciborski),
- wschodni: 19°58′26″ dług. geogr. E – pn.-wsch. narożnik działki ewidencyjnej nr 124 (powiat zawierciański).

Ukształtowanie powierzchni ma charakter wyżynny i górski.
Najwyższym punktem jest wierzchołek Góry Pięciu Kopców – 1534 m n.p.m.

## Podział administracyjny
Województwo śląskie jest podzielone na 19 miast na prawach powiatów oraz 17 powiatów. Na III stopniu podziału administracyjnego, województwo składa się ze 167 gmin, w tym 49 gmin miejskich, 23 gminy miejsko-wiejskie oraz 95 gmin wiejskich.

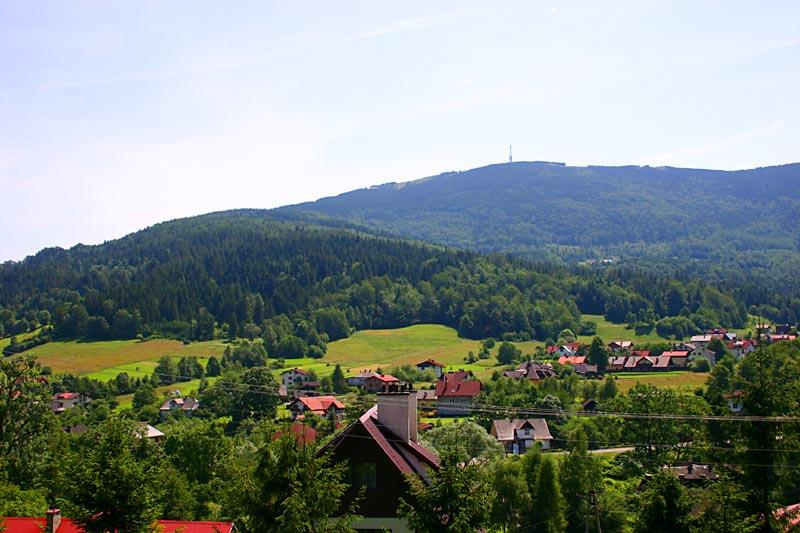
Powiat bielski (Szczyrk)

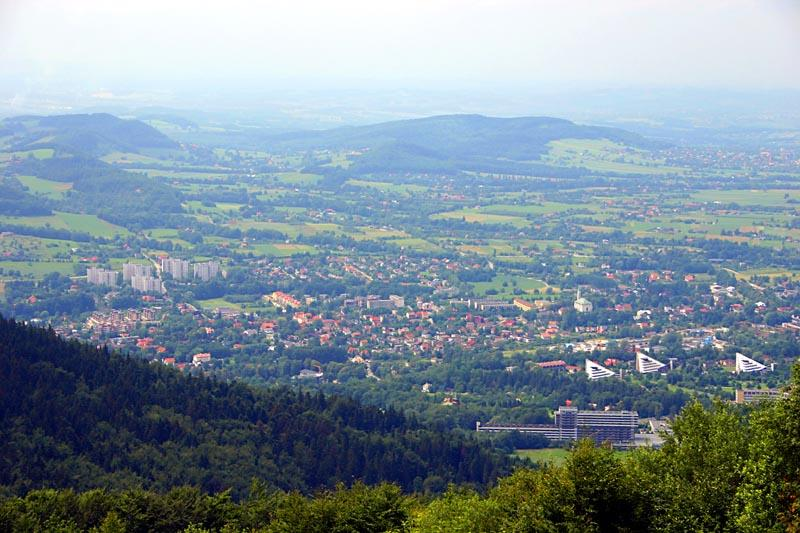
Powiat cieszyński (Ustroń)

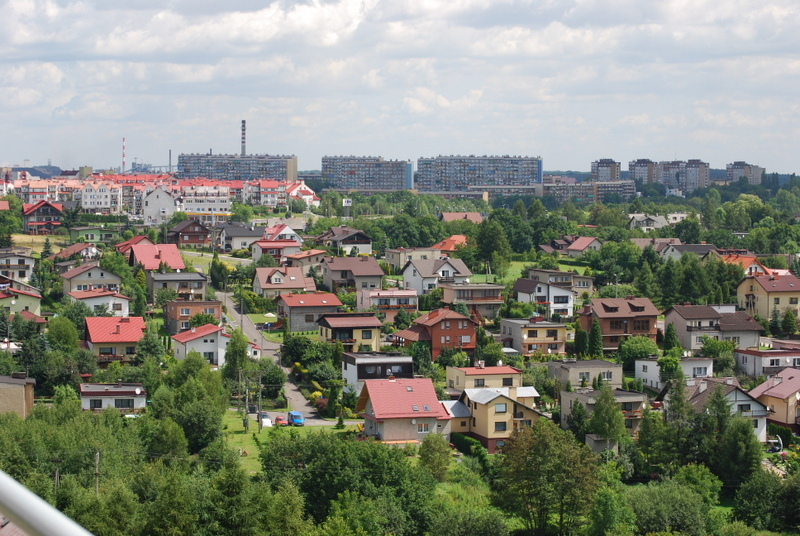
Powiat wodzisławski (Wodzisław Śląski)

| Herb | Miasto na prawach powiatu | Liczba ludności (31.12.2023) | Powierzchnia [km²] | Wydatki budżetu (2013) [mln zł] | Dochody budżetu (2013) [mln zł] | Zadłużenie samorządu względem dochodów (2013) [%] | Przeciętna stopa bezrobocia (30.06.2014) |
| ---- | ------------------------- | ---------------------------- | ------------------ | ------------------------------- | ------------------------------- | ------------------------------------------------- | ---------------------------------------- |
|      | Bielsko-Biała             | 165,766                      | 124,45             | 722,5                           | 746,9                           | 29,6%                                             | 5,5%                                     |
|      | Bytom                     | 147,759                      | 69,48              | 662,2                           | 678,2                           | 25,0%                                             | 20,4%                                    |
|      | Chorzów                   | 100,593                      | 33,32              | 468,8                           | 463,2                           | 18,8%                                             | 12,0%                                    |
|      | Częstochowa               | 205,969                      | 159,72             | 970,5                           | 974,8                           | 44,9%                                             | 12,4%                                    |
|      | Dąbrowa Górnicza          | 113,460                      | 188,73             | 798,8                           | 717,6                           | 24,9%                                             | 11,7%                                    |
|      | Gliwice                   | 169,915                      | 133,88             | 1 118,4                         | 1 049,1                         | 22,1%                                             | 7,1%                                     |
|      | Jastrzębie-Zdrój          | 82,301                       | 85,34              | 461,8                           | 394,2                           | 0,1%                                              | 8,7%                                     |
|      | Jaworzno                  | 86,812                       | 152,42             | 386,9                           | 391,2                           | 28,6%                                             | 10,1%                                    |
|      | Katowice                  | 279,190                      | 164,73             | 1 687,3                         | 1 565,1                         | 38,3%                                             | 5,2%                                     |
|      | Mysłowice                 | 71,280                       | 65,66              | 273,3                           | 267,5                           | 26,8%                                             | 9,1%                                     |
|      | Piekary Śląskie           | 51,707                       | 39,86              | 168,0                           | 177,2                           | 29,2%                                             | 16,0%                                    |
|      | Ruda Śląska               | 130,302                      | 77,64              | 525,2                           | 526,9                           | 30,1%                                             | 8,3%                                     |
|      | Rybnik                    | 130,887                      | 148,27             | 607,9                           | 623,2                           | 17,1%                                             | 7,5%                                     |
|      | Siemianowice Śląskie      | 63,401                       | 25,51              | 235,8                           | 243,1                           | 29,1%                                             | 14,0%                                    |
|      | Sosnowiec                 | 187,115                      | 91,16              | 702,8                           | 718,6                           | 28,2%                                             | 14,2%                                    |
|      | Świętochłowice            | 45,434                       | 13,30              | 174,8                           | 172,0                           | 29,0%                                             | 17,3%                                    |
|      | Tychy                     | 122,045                      | 81,81              | 594,5                           | 610,2                           | 20,6%                                             | 5,4%                                     |
|      | Zabrze                    | 153,838                      | 80,42              | 825,4                           | 789,2                           | 34,4%                                             | 12,9%                                    |
|      | Żory                      | 61,744                       | 64,63              | 222,7                           | 219,4                           | 62,5%                                             | 9,0%                                     |

| Herb | Powiat                     | Liczba ludności (31 grudnia 2023) | Powierzchnia [km²] | Wydatki budżetu (2013) [mln zł] | Dochody budżetu (2013) [mln zł] | Zadłużenie samorządu względem dochodów (2013) [%] | Przeciętna stopa bezrobocia (30 czerwca 2014) |
| ---- | -------------------------- | --------------------------------- | ------------------ | ------------------------------- | ------------------------------- | ------------------------------------------------- | --------------------------------------------- |
|      | powiat będziński           | 144,685                           | 364,30             | 110,6                           | 105,1                           | 8,8%                                              | 15,5%                                         |
|      | powiat bielski             | 165,824                           | 458,06             | 108,1                           | 105,7                           | 6,2%                                              | 9,1%                                          |
|      | powiat bieruńsko-lędziński | 59,443                            | 158,14             | 54,9                            | 55,2                            | 9,3%                                              | 4,9%                                          |
|      | powiat cieszyński          | 174,794                           | 730,27             | 146,5                           | 144,8                           | 24,0%                                             | 10,1%                                         |
|      | powiat częstochowski       | 131,569                           | 1521,84            | 97,4                            | 103,9                           | 36,2%                                             | 19,2%                                         |
|      | powiat gliwicki            | 113,180                           | 664,74             | 68,9                            | 68,8                            | 0,0%                                              | 9,6%                                          |
|      | powiat kłobucki            | 81,964                            | 888,60             | 52,3                            | 58,0                            | 22,0%                                             | 13,2%                                         |
|      | powiat lubliniecki         | 74,887                            | 822,15             | 88,9                            | 86,3                            | 18,1%                                             | 12,3%                                         |
|      | powiat mikołowski          | 100,002                           | 232,84             | 82,4                            | 80,6                            | 31,6%                                             | 7,5%                                          |
|      | powiat myszkowski          | 67,573                            | 479,30             | 66,6                            | 68,5                            | 21,6%                                             | 17,6%                                         |
|      | powiat pszczyński          | 110,777                           | 471,42             | 93,6                            | 90,7                            | 14,1%                                             | 5,9%                                          |
|      | powiat raciborski          | 99,332                            | 543,73             | 103,2                           | 108,8                           | 17,1%                                             | 7,9%                                          |
|      | powiat rybnicki            | 76,666                            | 223,62             | 37,8                            | 39,8                            | 3,4%                                              | 12,1%                                         |
|      | powiat tarnogórski         | 139,160                           | 644,20             | 132,4                           | 132,6                           | 25,2%                                             | 11,0%                                         |
|      | powiat wodzisławski        | 150,269                           | 286,83             | 129,1                           | 131,4                           | 9,9%                                              | 10,7%                                         |
|      | powiat zawierciański       | 111,628                           | 1003,66            | 117,4                           | 120,0                           | 10,7%                                             | 17,0%                                         |
|      | powiat żywiecki            | 148,829                           | 1040,04            | 137,3                           | 135,0                           | 41,3%                                             | 14,1%                                         |

## Urbanizacja
W województwie śląskim są 74 miasta, w tym 19 miast na prawach powiatów. W województwie tym jest najwięcej miast powyżej 100 tys. mieszkańców.
Jest to jedyne województwo w Polsce, w którym mniej jest powiatów (17) niż miast na prawach powiatu (19). Większość powiatów jest silnie zurbanizowana – nie pełnią one funkcji rolniczych, a często są „sypialniami” lub terenami rekreacyjnymi dla mieszkańców dużych miast.

## Demografia
Dane o ludności z 30 czerwca 2014:
| Opis                                | Ogółem    | Ogółem | Kobiety   | Kobiety | Mężczyźni | Mężczyźni |
| ----------------------------------- | --------- | ------ | --------- | ------- | --------- | --------- |
| Jednostka                           | osób      | %      | osób      | %       | osób      | %         |
| Populacja                           | 4 593 358 | 100    | 2 376 764 | 51,74   | 2 216 594 | 48,26     |
| Wiek przedprodukcyjny (0–17 lat)    | 773 596   | 16,84  | 377 583   | 8,22    | 396 013   | 8,62      |
| Wiek produkcyjny (18–65 lat)        | 2 916 981 | 63,5   | 1 382 014 | 30,09   | 1 534 967 | 33,42     |
| Wiek poprodukcyjny (powyżej 65 lat) | 902 781   | 19,65  | 617 167   | 13,44   | 285 614   | 6,22      |

Według danych z 30 czerwca 2014 r. województwo śląskie miało 4 593 358 mieszkańców, co stanowiło niemal 12% ludności Polski. Województwo śląskie jest drugim województwem pod względem liczby ludności w Polsce (po województwie mazowieckim).
Gęstość zaludnienia wynosi 372 os./km² i jest najwyższa w Polsce. Najgęściej zaludniony jest centralny obszar województwa – ponad 1000 osób na km². Na terenie województwa leżą Świętochłowice – do niedawna najgęściej zaludnione miasto w Polsce (obecnie trzecie, po Legionowie i Piastowie) oraz drugi spośród najgęściej zaludnionych powiatów w Polsce – powiat wodzisławski (552,1 osób/km²). Na 100 mężczyzn przypada 107 kobiet.
Województwo charakteryzuje się znacznym udziałem mniejszości narodowych. W województwie żyje (według danych ze spisu powszechnego) 20 tys. Niemców (co stanowi 0,43% ogółu populacji w tym województwie – głównie w pow. raciborskim, gliwickim w większych miastach) oraz mniej liczni przedstawiciele innych narodowości, a także mniejszość czeska i morawska. W województwie śląskim mieszka najwięcej osób deklarujących przynależność do narodowości śląskiej, lub do śląskiej grupy etnicznej. W spisie powszechnym z 2011 r. było 318 tys. (ok. 7% ogółu populacji w województwie śląskim) deklaracji wyłącznie śląskich oraz 382 tys. deklaracji podwójnej identyfikacji (w tym 370 tys. identyfikacji śląsko-polskich).

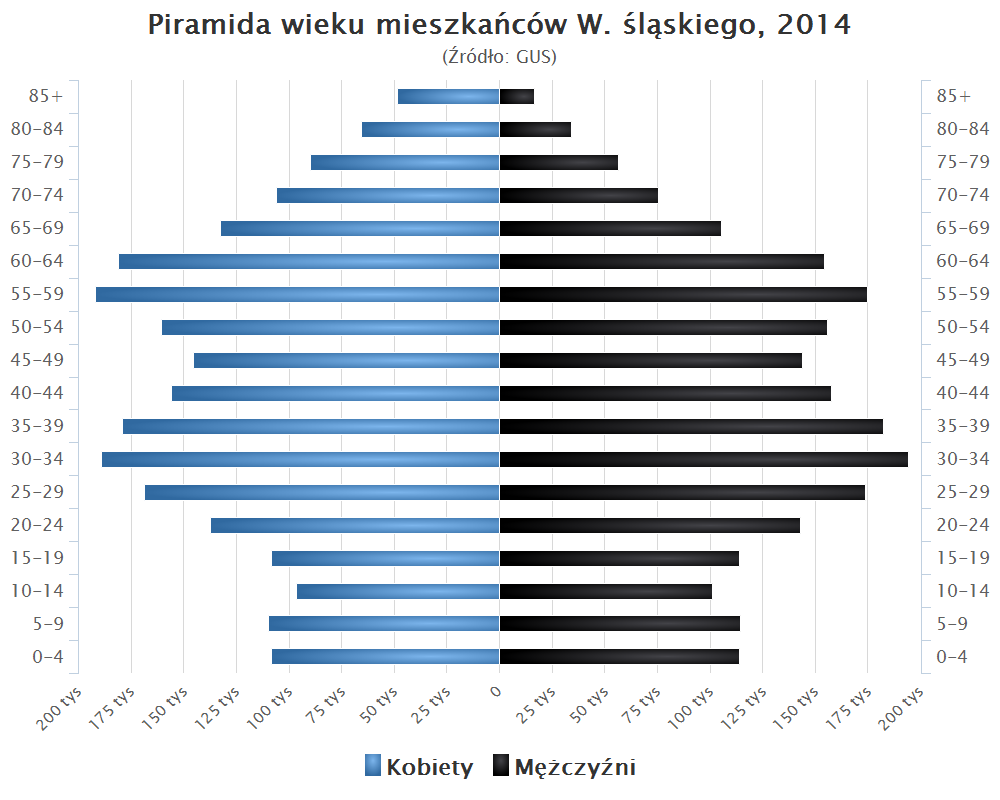
Piramida wieku mieszkańców W. śląskiego w 2014 roku

## Gospodarka

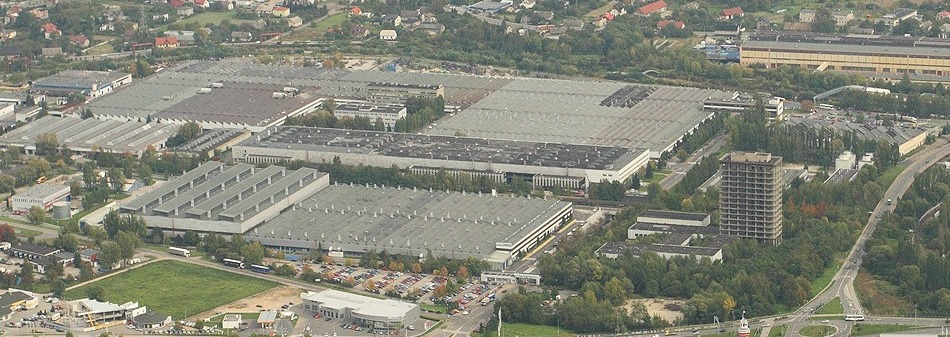
Katowicka Specjalna Strefa Ekonomiczna – Podstrefa Jastrzębsko-Żorska w Bielsku-Białej

W 2012 r. produkt krajowy brutto województwa śląskiego wynosił 205,0 mld zł, co stanowiło 12,7% PKB Polski. Produkt krajowy brutto na 1 mieszkańca wynosił 44,3 tys. zł (105,8% średniej krajowej), co plasowało śląskie na 4. miejscu względem innych województw.
W 2012 r. produkcja sprzedana przemysłu w województwie śląskim wynosiła 200,8 mld zł, co stanowiło 17,0% produkcji przemysłu Polski. Sprzedaż produkcji budowlano-montażowej w śląskim wynosiła 21,2 mld zł, co stanowiło 12,4% sprzedaży Polski.
Głównymi gałęziami gospodarki woj. śląskiego są usługi i przemysł. Najmniej ludności pracuje w rolnictwie i leśnictwie.
Przeciętne miesięczne wynagrodzenie mieszkańca woj. śląskiego w 3. kwartale 2013 r. wynosiło 4002,29 zł, co lokowało je na 2. miejscu względem wszystkich województw.
Pod koniec sierpnia 2014 r. liczba zarejestrowanych bezrobotnych w województwie wynosiła 181,5 tys. mieszkańców, co stanowi stopę bezrobocia na poziomie 9,9%.
Według danych z 2012 r. 4,5% mieszkańców w gospodarstwach domowych woj. śląskiego miało wydatki poniżej granicy ubóstwa skrajnego (tzn. znajdowało się poniżej minimum egzystencji).
| Działalność i miejsce pracy                                                     | Liczba pracujących [tys.] | Ilość pracujących |
| ------------------------------------------------------------------------------- | ------------------------- | ----------------- |
| Rolnictwo, leśnictwo, łowiectwo i rybactwo                                      | 102,1                     | 6,22%             |
| Przemysł                                                                        | 488,7                     | 29,75%            |
| Budownictwo                                                                     | 113,5                     | 6,91%             |
| Handel; naprawa pojazdów samochodowych                                          | 268,7                     | 16,36%            |
| Transport i gospodarka magazynowa                                               | 95,2                      | 5,80%             |
| Zakwaterowanie i gastronomia                                                    | 29,7                      | 1,81%             |
| Informacja i komunikacja                                                        | 26,6                      | 1,62%             |
| Działalność finansowa i ubezpieczeniowa                                         | 38,2                      | 2,32%             |
| Obsługa rynku nieruchomości                                                     | 25,6                      | 1,56%             |
| Działalność profesjonalna, naukowa i techniczna                                 | 60,7                      | 3,69%             |
| Administrowanie i działalność wspierająca                                       | 60,1                      | 3,66%             |
| Administracja publiczna i obrona narodowa; obowiązkowe zabezpieczenia społeczne | 62,5                      | 3,81%             |
| Edukacja                                                                        | 125,0                     | 7,61%             |
| Opieka zdrowotna i pomoc społeczna                                              | 99,7                      | 6,07%             |
| Działalność związana z kulturą, rozrywką i rekreacją                            | 20,3                      | 1,24%             |
| Pozostała działalność usługowa                                                  | 25,8                      | 1,57%             |
| Ogółem (Σ)                                                                      | 1642,4                    | 100%              |

### Przemysł

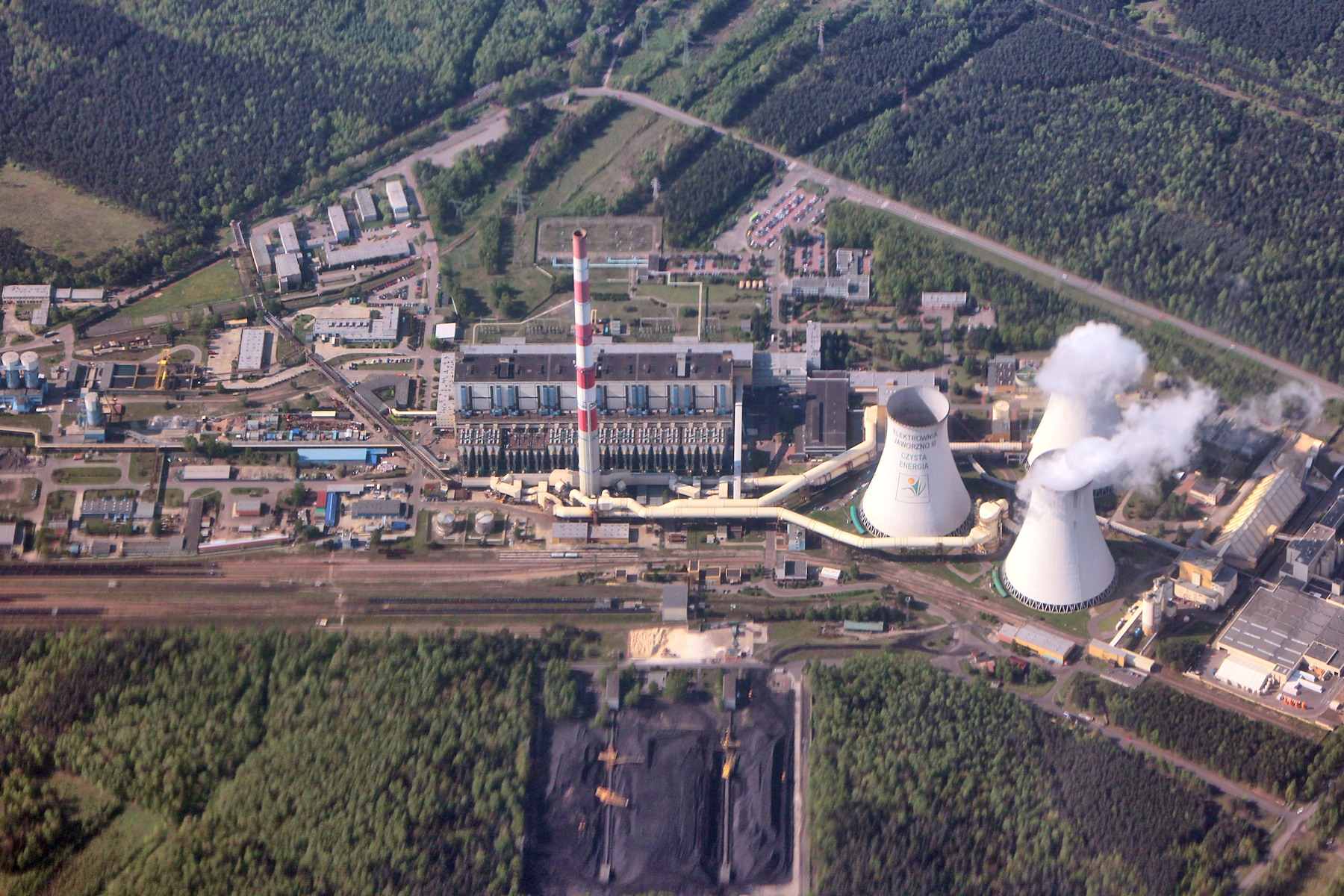
Elektrownia Jaworzno

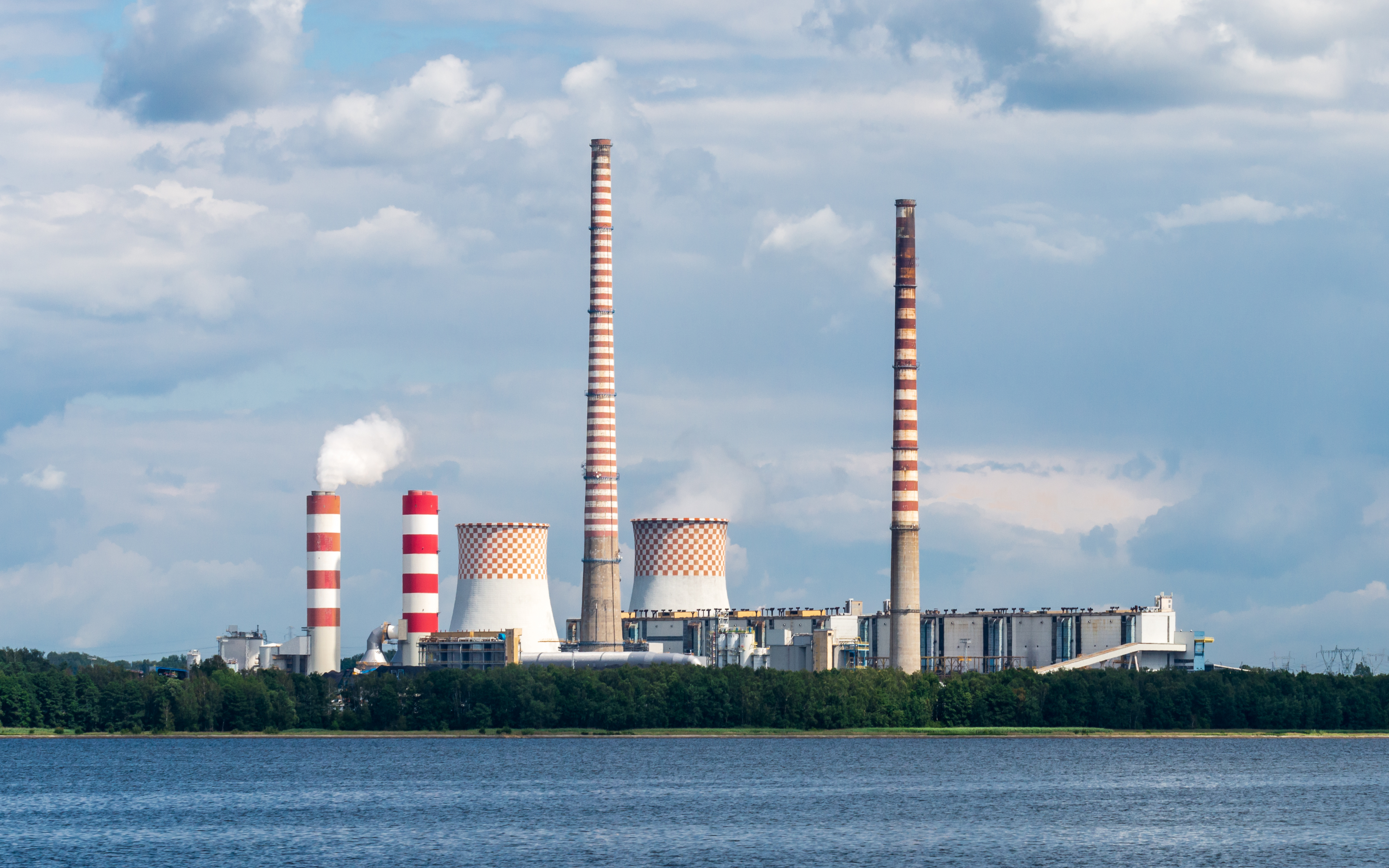
Elektrownia Rybnik

Woj. śląskie posiada największy odsetek osób pracujących w przemyśle tj. 488,7 tys. osób (w 2012 r.), co stanowiło 17,1% ogółem przeciętnego zatrudnienia w przemyśle w Polsce.
Znajdujący się w centralnej części województwa GOP jest najsilniej uprzemysłowionym obszarem w Polsce. Niewiele ustępuje mu ROW, położony na południowym zachodzie.
Ponadto istnieje kilka mniejszych okręgów przemysłowych przy innych większych miastach – Częstochowa (Częstochowski Okręg Przemysłowy), Bielsko-Biała (Bielski Okręg Przemysłowy), Jaworzno (Jaworznicko-Chrzanowski Okręg Przemysłowy), chociaż ten ostatni wchodzi w skład GOP-u.
Na terenie województwa do zakładów przemysłowych należą kopalnie węgla kamiennego, huty oraz elektrownie. Przemysł lekki skupiony głównie w okolicach Częstochowy i Lublińca.

### Rolnictwo
Na terenach wiejskich województwa żyje blisko 998 tys. osób, tj. ponad 21% mieszkańców regionu i 6,8% ludności wiejskiej Polski. Powierzchnia użytków rolnych wynosi 486 tys. ha, co stanowi 39,4% powierzchni województwa.
Średnia wielkość gospodarstw wynosi 4,5 ha, co sprawia, że rolnictwo województwa śląskiego należy do najbardziej rozdrobnionych w kraju.
Największy obszar użytków rolnych posiada subregion północny (rejon Lublińca, Kłobucka i Częstochowy) – 54% powierzchni, drugi pod względem wielkości jest subregion zachodni (szczególnie rejon Raciborza i Wodzisławia) – 49% powierzchni. W pozostałych dwóch subregionach – centralnym i południowym – udział powierzchni użytków rolnych do ogólnej powierzchni wynosi nieco ponad 36%.

## Transport
Przez dworzec główny w Katowicach przejeżdżają pociągi EuroCity i InterCity.
Biegnie tędy autostrada A1 (E75), autostrada A4 (E40), droga ekspresowa S1, droga ekspresowa S52, droga ekspresowa S86 oraz kilkanaście dróg krajowych i dróg wojewódzkich. Drogowa Trasa Średnicowa ma docelowo połączyć centra większości miast leżących w GOP.
Znajduje się tu międzynarodowy port lotniczy Katowice-Pyrzowice.
Komunikacja miejska to przede wszystkim ZTM, PKM Jaworzno, MZK Bielsko-Biała, KM Rybnik, MPK Częstochowa, MZK Jastrzębie, ZKM Zawiercie, PKS Myszków, PKM Czechowice-Dziedzice, MZK Żywiec, PK Racibórz, KM Wodzisław Śląski, PGK Cieszyn i GZK Rędziny.

### Transport drogowy

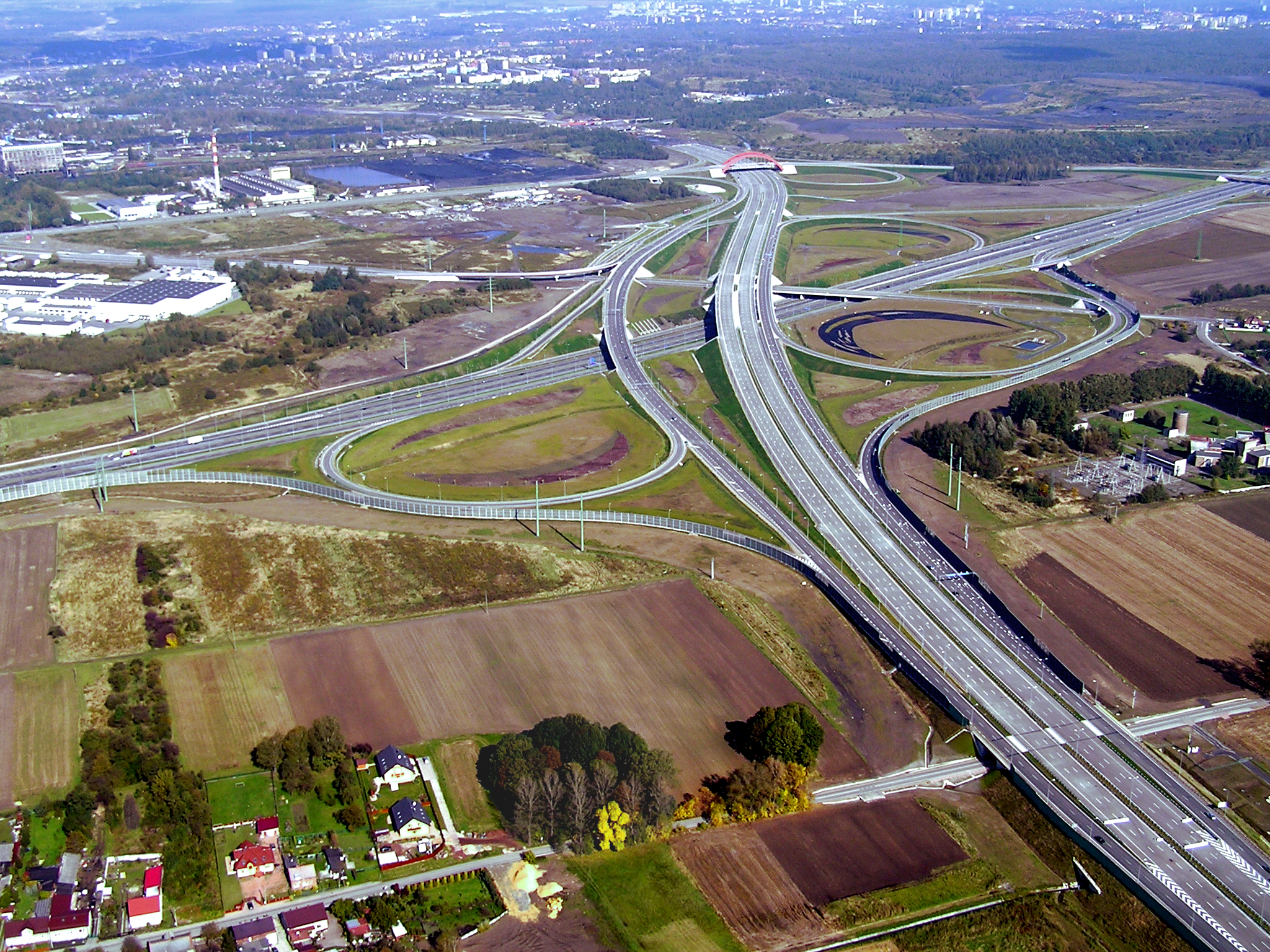
Węzeł Gliwice-Sośnica łączący A1 z A4 i z DK 44

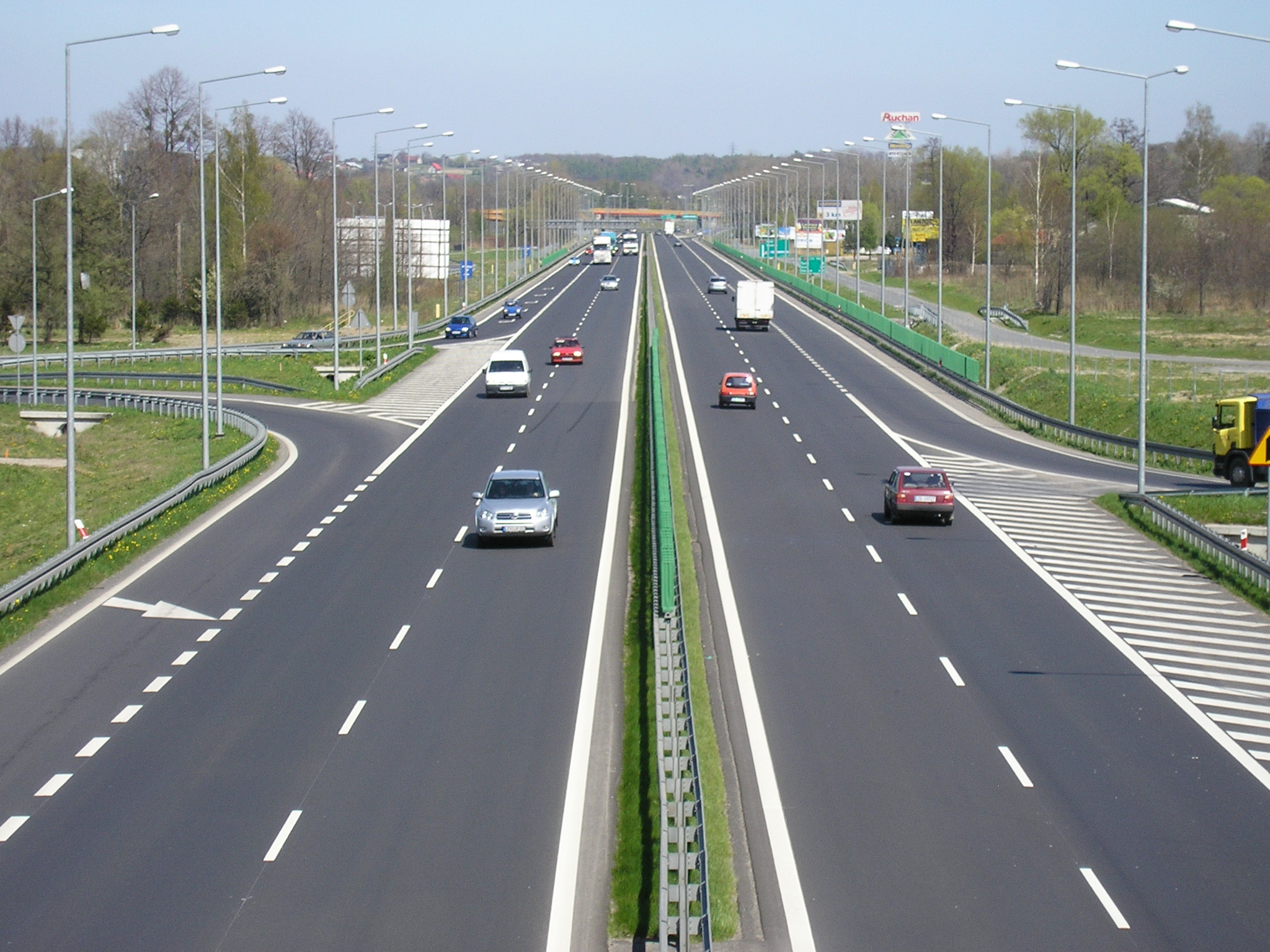
S52 w Bielsku-Białej

| Droga | Trasa | Obecna długość w województwie |
| ----- | --- | ----------------------------- |
| A1E75 | Gdańsk – Toruń – Łódź – Częstochowa – Pyrzowice – Gliwice – Gorzyczki – granica państwa | 168 km                        |
| S1    | A1 (Pyrzowice) – Dąbrowa Górnicza – Bielsko-Biała – Żywiec – Zwardoń – granica państwa | ?                             |
| A4E40 | granica państwa – Zgorzelec – Legnica – Wrocław – Opole – Gliwice – Katowice – Kraków – Tarnów – Rzeszów – Korczowa – granica państwa | ?                             |
| 11    | Kołobrzeg – Koszalin – Piła – Poznań – Jarocin – Ostrów Wielkopolski – Kępno – Lubliniec – Bytom 94 | ?                             |
| S11   | Kołobrzeg – Koszalin – Piła – Poznań – Ostrów Wielkopolski – Lubliniec – Tarnowskie Góry – A1 | ?                             |
| 40    | granica państwa – Głuchołazy – Prudnik – Kędzierzyn-Koźle – Ujazd – Pyskowice 94 | ?                             |
| 43    | Wieluń 45 – Rudniki – Kłobuck – Częstochowa 91 | ?                             |
| 44    | Gliwice A4 – Mikołów – Tychy – Oświęcim – Zator – Skawina – Kraków A4 | ?                             |
| 46    | Kłodzko 33 – Nysa – Opole – Lubliniec – Częstochowa – Szczekociny 78 | ?                             |
| 52    | Cieszyn – Bielsko-Biała – Kęty – Wadowice – Głogoczów 7 | ?                             |
| S52   | Cieszyn – Bielsko-Biała 1 | ?                             |
| 78    | granica państwa – Chałupki – Wodzisław Śląski – Rybnik – Gliwice – Tarnowskie Góry – Siewierz – Zawiercie – Szczekociny – Jędrzejów – Chmielnik | ?                             |
| 79    | Warszawa 7 – Kozienice – Zwoleń – Sandomierz – Połaniec – Nowe Brzesko – Kraków – Trzebinia – Chrzanów – Jaworzno – Katowice – Chorzów – Bytom 94 | ?                             |
| 81    | Katowice 86 – Mikołów – Żory – Skoczów S52 | 60 km                         |
| 86    | Wojkowice Kościelne S191 – Będzin – Sosnowiec – Katowice – Tychy S1 | 39,6 km                       |
| S86   | Sosnowiec 94 – Katowice 79 | 6,8 km                        |
| 88    | Strzelce Opolskie 94 – Nogowczyce – Gliwice – Bytom 94 | ?                             |
| 91    | Gdańsk – Tczew – A1 (węzeł „Nowe Marzy”) – ... – Głuchów – Piotrków Trybunalski – Kamieńsk – Radomsko – Kłomnice – Częstochowa – Siewierz – węzeł „Podwarpie” S186 | ?                             |
| 94    | A4 (węzeł „Zgorzelec”) – Bolesławiec – Krzywa – Chojnów – Legnica – Prochowice – Wrocław – Brzeg – Opole – Strzelce Opolskie – Toszek – Pyskowice – Bytom – Będzin – Sosnowiec – Dąbrowa Górnicza – Olkusz – Kraków – ... – Targowisko – Bochnia – Brzesko – Tarnów (węzeł „Tarnów”) 73 – Pilzno 73 – Dębica – Ropczyce – Sędziszów Małopolski – Rzeszów – ... – Jarosław – Radymno – Korczowa – granica państwa PL/UA | ?                             |

### Transport kolejowy

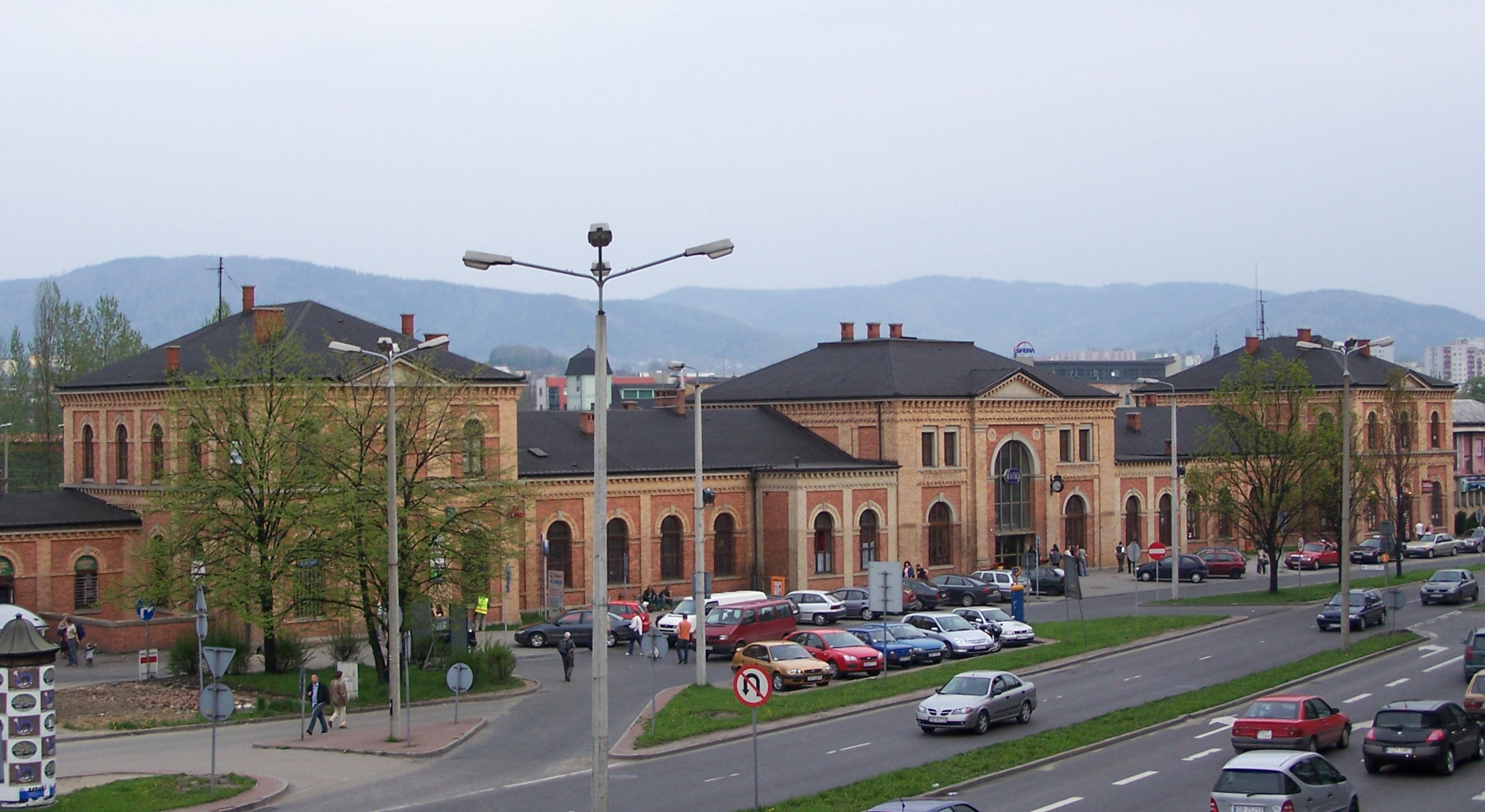
Dworzec Bielsko-Biała Główna

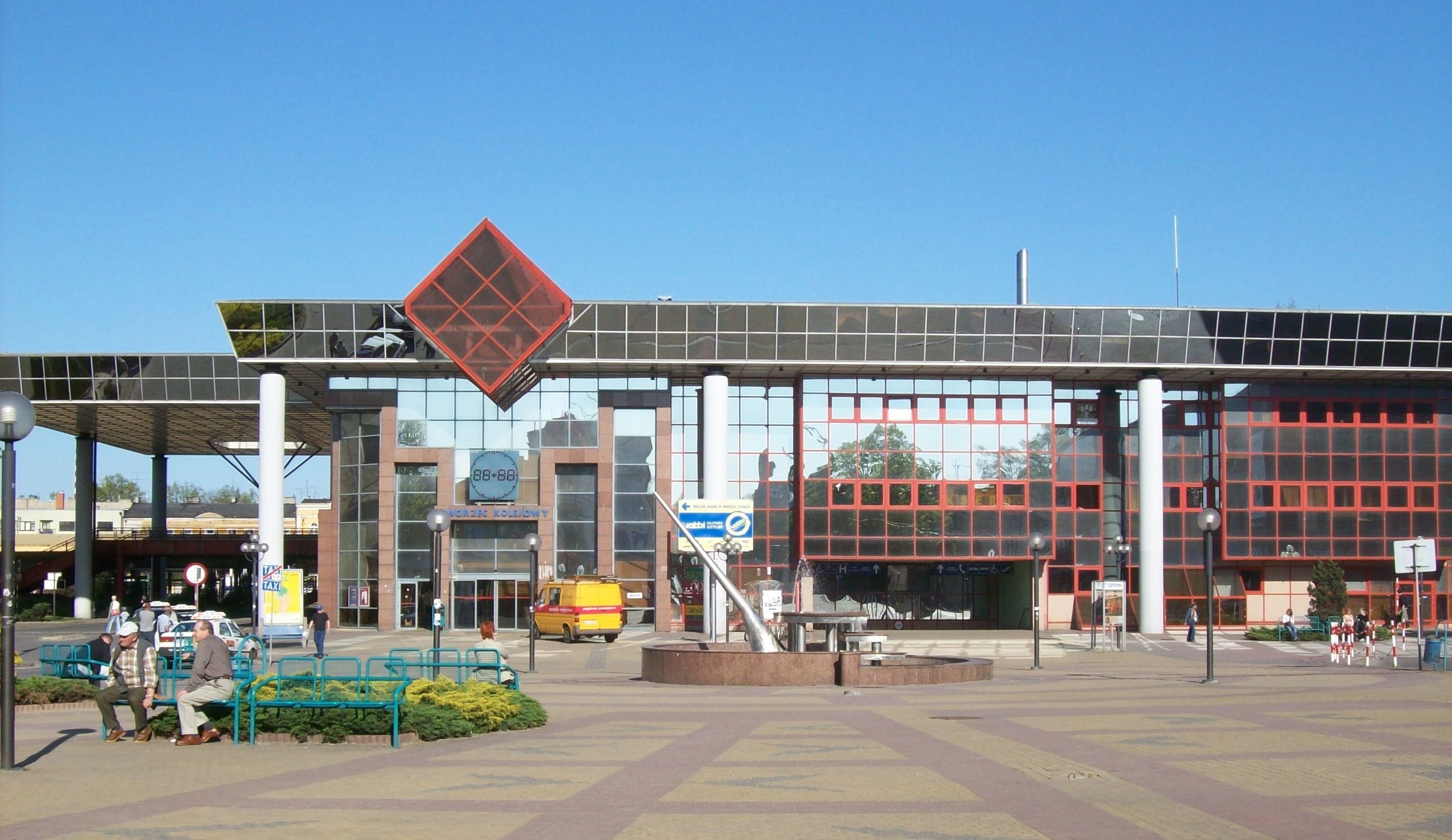
Dworzec Częstochowa

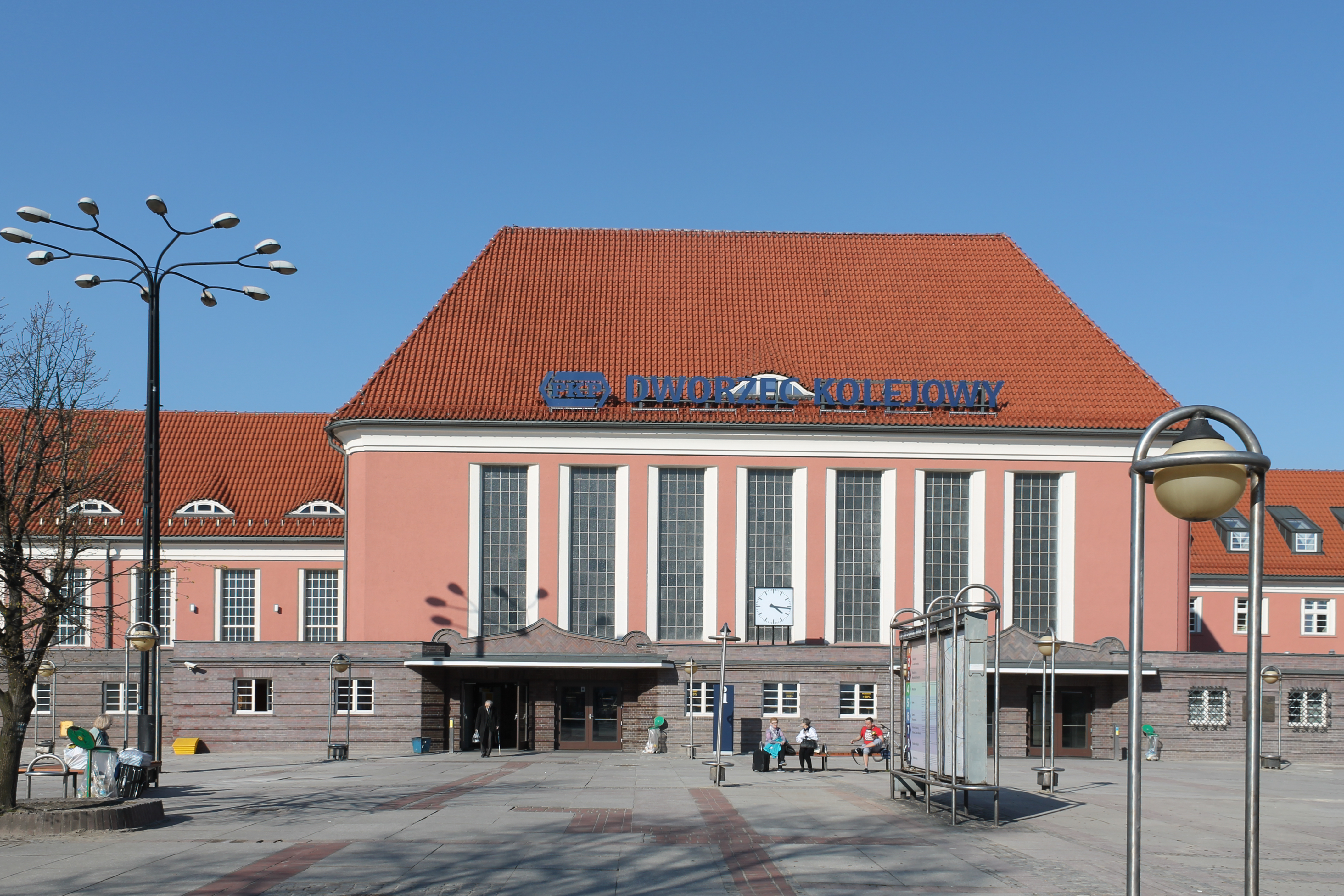
Dworzec Gliwice

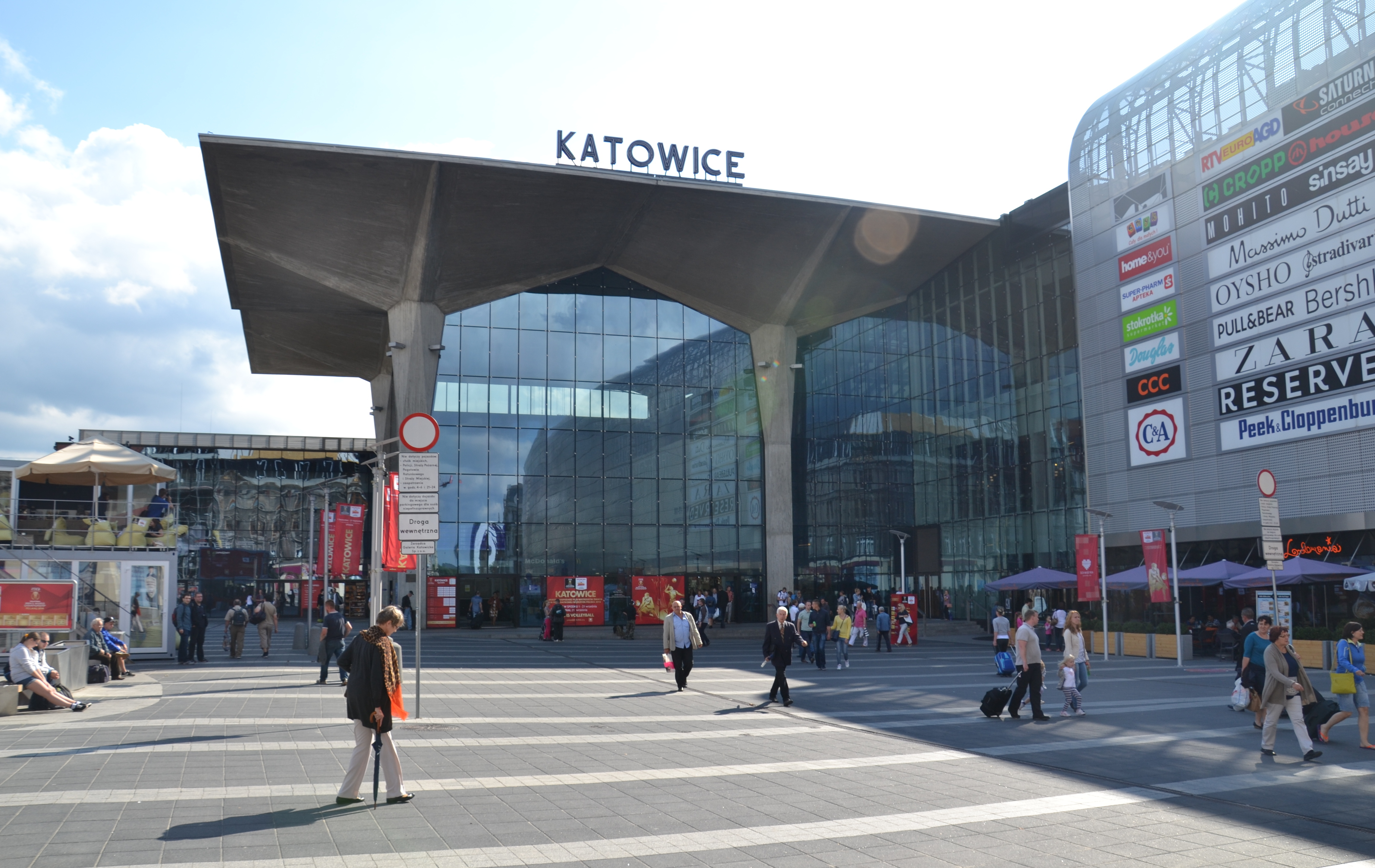
Dworzec Katowice

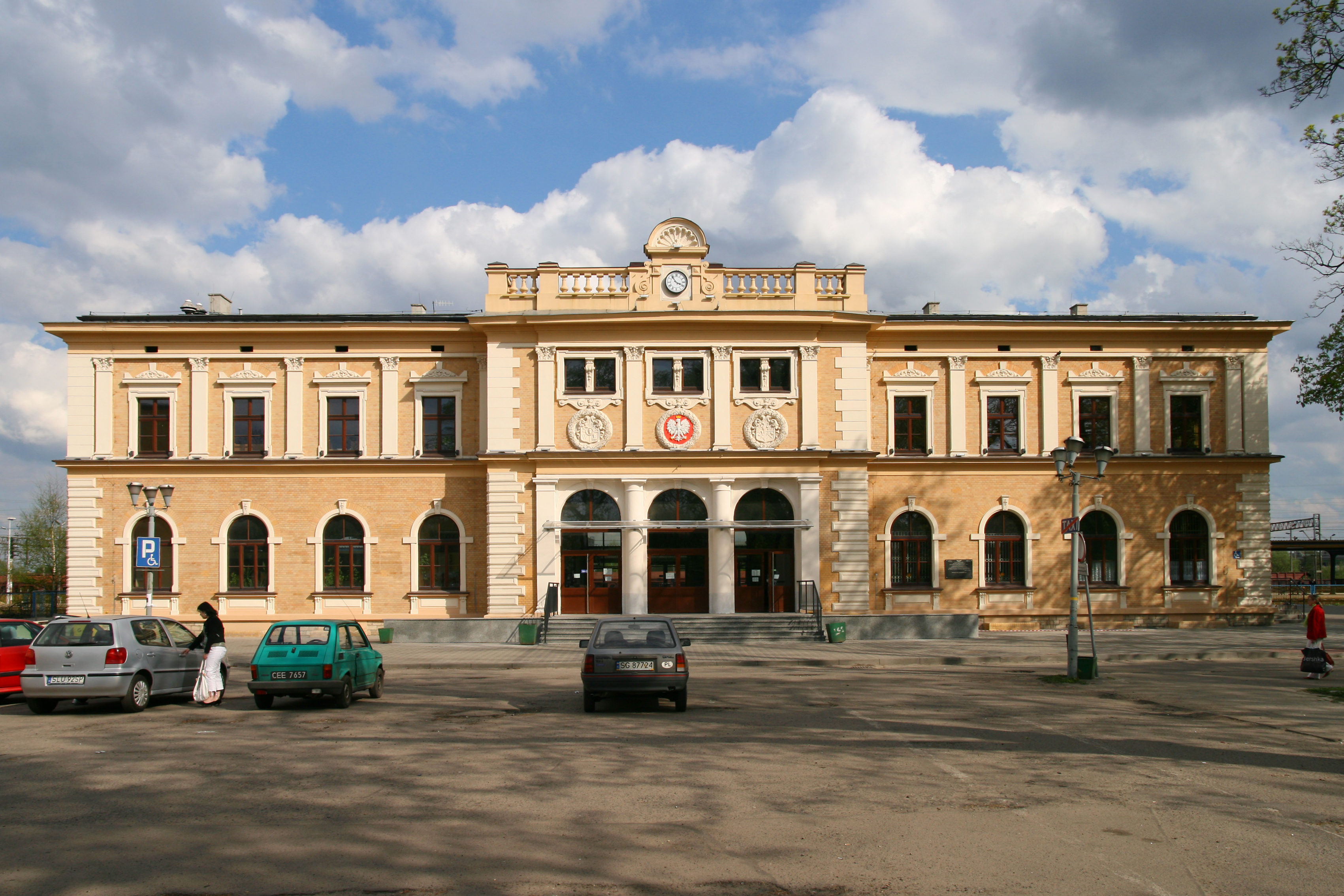
Dworzec Tarnowskie Góry

W województwie śląskim znajduje się 1978 km eksploatowanych linii kolejowych (1. miejsce w kraju), z czego 921 km to linie jednotorowe, natomiast 1057 km – dwu- i więcej torowe. 1734 km linii kolejowych jest zelektryfikowanych (stan na dzień 31 grudnia 2013). W 2017 roku statystyczny mieszkaniec województwa śląskiego jechał 4,5 raza pociągiem.
Od 9 grudnia 2012 wszystkie wewnątrz wojewódzkie połączenie kolejowe są realizowane przez Koleje Śląskie, których województwo śląskie jest jedynym udziałowcem. Połączenia z ościennymi województwami są wykonywane przez Koleje Śląskie oraz Przewozy Regionalne, a połączenie dalekobieżne przez PKP Intercity.
W 2015 roku dotacja dla Kolei Śląskich wyniosła 140 mln zł, a dla Przewozów Regionalnych 34 mln zł.
W województwie znajduje się 35 czynnych dworców kolejowych, z których niespełna połowa przeszła remont w XXI wieku, a 3 są wpisane do rejestru zabytków: Bielsko-Biała Główna, Czechowice-Dziedzice i Sosnowiec Główny (stan na dzień 30 czerwca 2015).
Kolejowy transport towarowy to przede wszystkim przewozy węgla kamiennego.

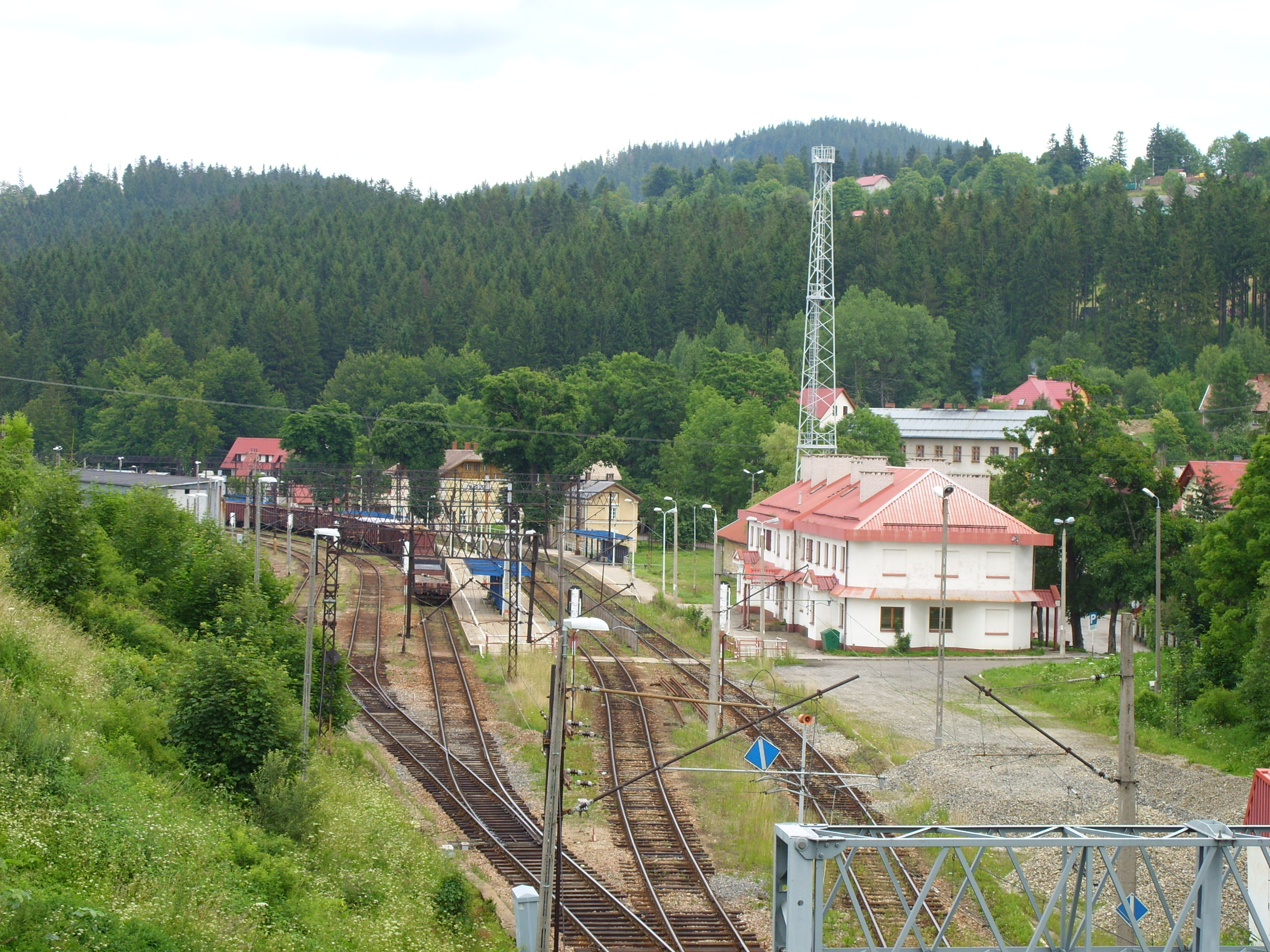
Stacja Zwardoń

Na terenie województwa 4 linie umożliwiają przekroczenie granicy państwowej:
| Linia | Km      | Stacja graniczna | Państwo  | Źródło |
| ----- | ------- | ---------------- | -------- | ------ |
| 93    | 80,662  | Zebrzydowice     | Czechy   | [ 28 ] |
| 139   | 113,785 | Zwardoń          | Słowacja | [ 29 ] |
| 151   | 53,864  | Chałupki         | Czechy   | [ 28 ] |
| 190   | 40,181  | Cieszyn          | Czechy   | [ 28 ] |

#### Tabor kolejowy

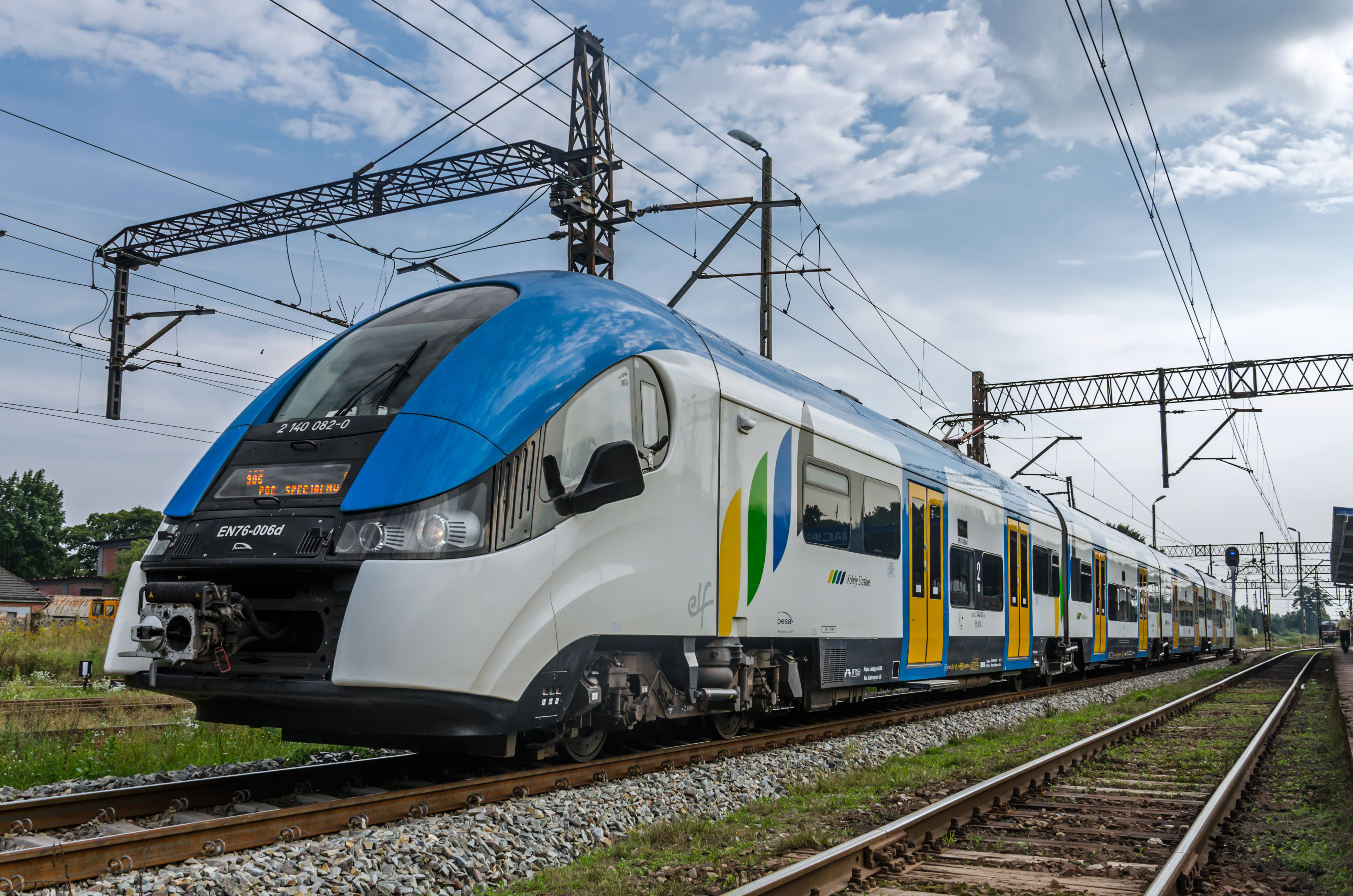
EN76 Elf

Województwo śląskie wraz z Kolejami Śląskim, które należą do województwa, posiada 52 pojazdów, które są użytkowane przez Koleje Śląskie i Polregio:
| Seria        | Typ   | Liczba | Producent / Modernizator          | Własność       | Użytkownik     | Źródło               |
| ------------ | ----- | ------ | --------------------------------- | -------------- | -------------- | -------------------- |
| 14WE         | 14WE  | 2      | Pafawag / Newag                   | Koleje Śląskie | Koleje Śląskie | [ 30 ]               |
| 21WEa Elf II | 21WEa | 5      | Pesa                              | Koleje Śląskie | Koleje Śląskie | [ 31 ] [ 32 ]        |
| 22WEd Elf II | 22WEd | 12     | Pesa                              | UM             | Koleje Śląskie | [ 33 ] [ 32 ] [ 31 ] |
| 27WEb Elf    | 27WEb | 6      | Pesa                              | Koleje Śląskie | Koleje Śląskie | [ 34 ] [ 35 ]        |
| 34WEa Elf II | 34WEa | 4      | Pesa                              | Koleje Śląskie | Koleje Śląskie | [ 36 ] [ 32 ]        |
| 35WE Impuls  | 35WE  | 1      | Newag                             | UM             | Koleje Śląskie | [ 37 ]               |
| 36WEa Impuls | 36WEa | 3      | Newag                             | UM             | Koleje Śląskie | [ 38 ]               |
| EN57AKŚ      | 5B/6B | 1      | Pafawag / Newag                   | UM             | Koleje Śląskie | [ 39 ]               |
| EN57KM       | 5B/6B | 2      | Pafawag / ZNTK „Mińsk Mazowiecki” | UM             | Koleje Śląskie | [ 40 ]               |
| EN63A Impuls | 36WEa | 3      | Newag                             | UM             | Polregio       | [ 38 ]               |
| EN75 FLIRT   |       | 4      | Stadler Rail                      | UM             | Koleje Śląskie | [ 41 ]               |
| EN76 Elf     | 22WE  | 9      | Pesa                              | UM             | Koleje Śląskie | [ 42 ]               |

### Transport lotniczy

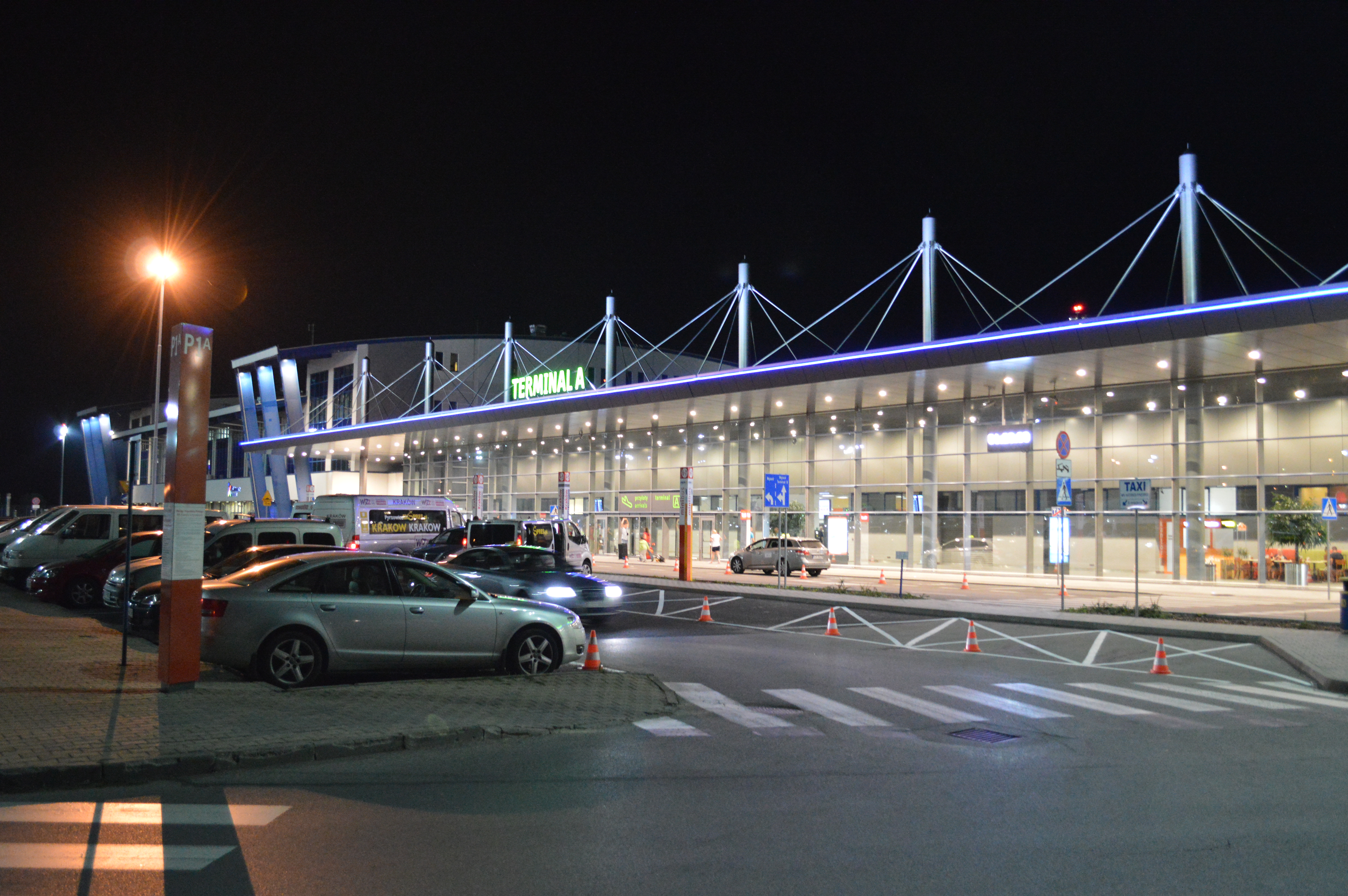
Terminale pasażerskie lotniska w Pyrzowicach

W odległości około 30 km na północ od centrum Katowic znajduje się międzynarodowy port lotniczy Katowice-Pyrzowice. Po rozbudowie i oddaniu do użytkowania trzeciego terminala posiada on roczną przepustowość ok. 5,5 mln pasażerów. W 2017 obsłużono 3,8 mln pasażerów. Ma trzy terminale pasażerskie oraz terminal cargo W planach jest budowa czwartego terminala pasażerskiego. Obsługuje stałe połączenia rejsowe z ponad czterdziestoma lotniskami. Jest liderem wśród regionalnych portów lotniczych w lotach charterowych.
W centrum Katowic znajduje się również lotnisko Katowice-Muchowiec, w podbielskim Kaniowie przemysłowe lotnisko Kaniów, w Rybnickim Okręgu Węglowym działa Lotnisko Rybnik-Gotartowice. Ponadto na terenie województwa jest także wiele innych, mniejszych lotnisk i lądowisk.
Najbliższym czynnym lądowiskiem w Częstochowie jest lądowisko Częstochowa-Rudniki, oddalone od centrum miasta o 15 km. Jest ono lądowiskiem powojskowym w prywatnych rękach, z zastosowaniem sportowym – na części jego terenu operuje Aeroklub Częstochowski. Nie jest ono przystosowane do obsługi dużych samolotów, istnieje możliwość lądowania tylko małych samolotów pasażerskich. Ostatni raz lotnisko zostało użyte przez linie lotnicze w 1983 – przez jeden sezon Polskie Linie Lotnicze LOT oferowały z niego połączenia.

### Transport wodny
Port Gliwice obecnie wraz ze stacją kolejową, terminalem celnym, wolnym obszarem celnym w Gliwicach, bazą magazynową, parkingami i biurami jest jednym z elementów Śląskiego Centrum Logistyki. Port w Gliwicach uważany jest za najnowocześniejszy i najbardziej uniwersalny port śródlądowy w kraju, z uwagi na swój kształt, linie i konstrukcje nabrzeży portowych, układ basenów, powierzchnię akwatorium. W porcie znajdują się urządzenia przeładunkowe o maksymalnym udźwigu 20 ton. Roczna zdolność przeładunkowa portu wynosi około 2 milionów ton. Port Gliwice stanowi początek Kanału Gliwickiego łączącego miasta GOP z Odrą (Odrzańska Droga Wodna), a za jej pośrednictwem z siecią śródlądowych kanałów Europy Zachodniej oraz Morzem Bałtyckim.

## Media

### Telewizja
W województwie śląskim nadaje ośrodek telewizyjny TVP3 Katowice oraz stacja regionalna TVSilesia. Ośrodek telewizyjny TVP Katowice wystartował 3 grudnia 1957 roku. Siedziba główna stacji znajduje się na terenie Siemianowic jednak adres to Katowice ul. Telewizyjna 1 (na granicy z Siemianowicami i Chorzowem). Telewizja Katowice posiada terenowe w Bielsku-Białej, Częstochowie i Rybniku. 29 marca 2008 roku została stworzona konkurencja dla TVP Katowice. Stacja TVS to pierwsza polskojęzyczna, regionalna stacja telewizyjna o profilu informacyjno-rozrywkowym. Siedziba główna znajduje się w Katowicach. Telewizja TVN24 i Polsat News mają swoje ośrodki regionalne w Katowicach.

### Stacje radiowe
W województwie śląskim nadaje kilkanaście radiowych rozgłośni m.in. Polskie Radio Katowice, Radio 90 FM, Radio Anioł Beskidów, Radio Bielsko, Radio CCM, Radio ESKA Śląsk, Radio eM, Radio Fiat, Radio Fest, Radio Maryja, Antyradio, Radio Express, Radio Piekary, Radio Silesia, Radio Jasna Góra, Radio Vanessa, Radio Jura, Radio Eska Beskidy. Swoje oddziały lokalne w Katowicach mają RMF FM, RMF Maxx i Radio Zet.

## Kultura

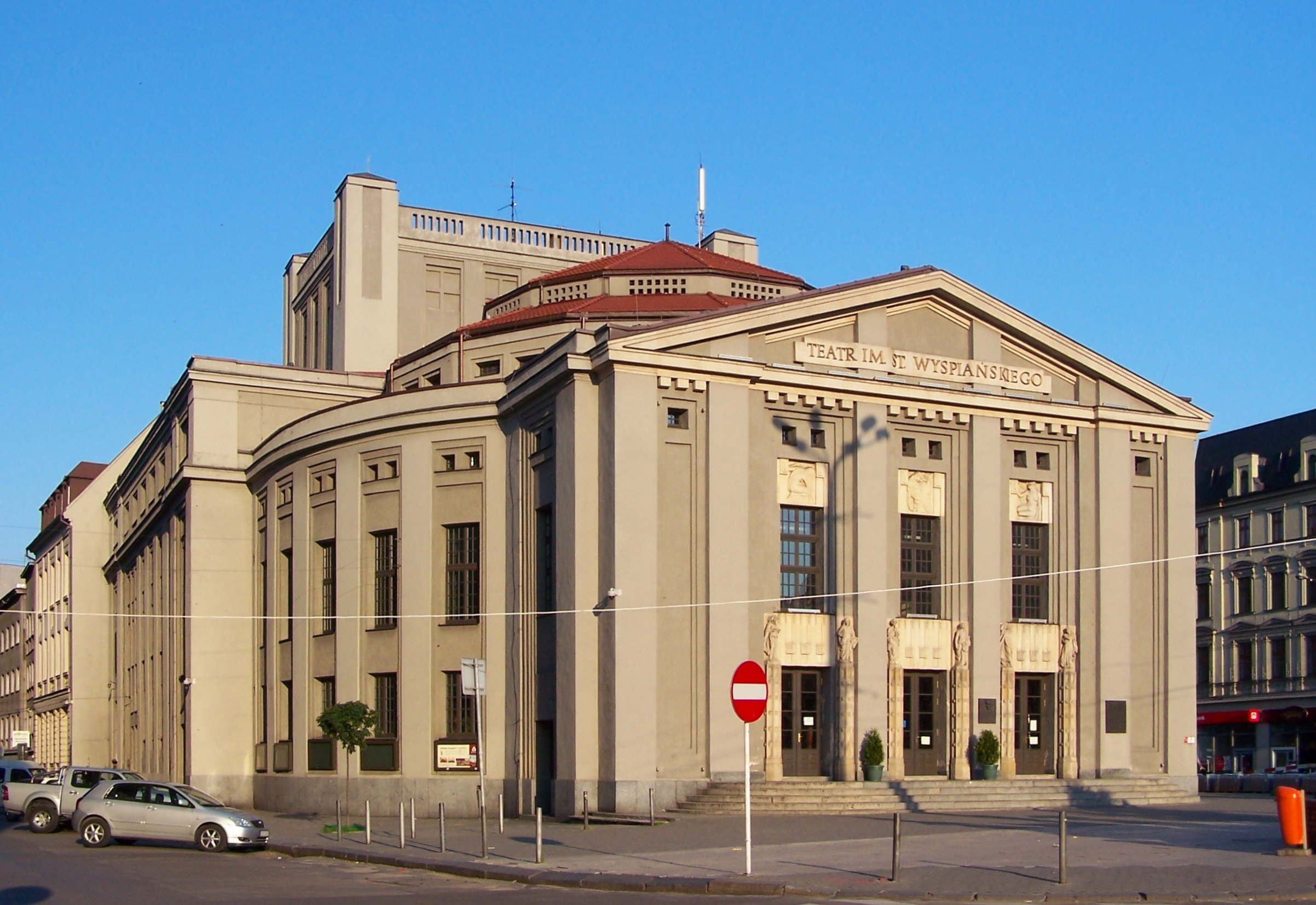
Teatr Śląski im. Stanisława Wyspiańskiego w Katowicach

Kultura województwa śląskiego jest zróżnicowana, ukształtowana przez wpływy zamieszkującej województwo ludności polskiego, niemieckiego, czeskiego oraz żydowskiego pochodzenia. Województwo śląskie jest obszarem zajmującym tereny zróżnicowane kulturowo o silnym poczuciu tożsamości etnicznej.
Niektóre z instytucji kulturalnych działających w województwie to Teatr Śląski im. St. Wyspiańskiego w Katowicach, Teatr im. Adama Mickiewicza w Częstochowie, Teatr Nowy w Zabrzu i Dom Muzyki i Tańca w Zabrzu, Filharmonia Częstochowska, Filharmonia Rybnicka i Zabrzańska oraz Opera Śląska w Bytomiu. W województwie istnieje wiele muzeów w tym Muzeum Górnośląskie w Bytomiu, Muzeum Śląskie w Katowicach czy muzea zamkowe w Bielsku, Pszczynie i Wodzisławiu. Również wiele innych miast górnośląskich posiada własne placówki muzealne, zaś w Radzionkowie istnieje także Muzeum Chleba.
Szeroką działalność kulturalną i edukacyjną umożliwia silna baza kulturalna, na którą składa się 1349 instytucji i placówek kultury należących do 185 jednostek samorządu terytorialnego województwa śląskiego.
Do imprez kulturalnych należą między innymi: Rawa Blues Festival, Off Festival, Mayday Festiwal, Festiwal Nowa Muzyka, Śląska Jesień Gitarowa. Propagowaniem kultury Śląska zajmuje się m.in. Zespół Pieśni i Tańca „Śląsk”.
Rozwojem śląskiej kinematografii zajmuje się Instytucja Filmowa „Silesia-Film”. W jej ramach funkcjonuje Filmoteka Śląska, będąca jedyną regionalną filmoteką w Polsce, Śląski Fundusz Filmowy, Silesia Film Commission wspierająca filmowców pod względem organizacyjnym oraz pięć kin studyjnych w Katowicach, Raciborzu i Żywcu, w tym Kino Kosmos będące ekranem premierowym dla śląskich produkcji.
Województwo śląskie przyznaje dwustopniowe odznaczenie regionalne Odznakę Honorową za Zasługi dla Województwa Śląskiego, która nadawana jest osobom fizycznym i innym podmiotom, które całokształtem działalności, względnie realizacją swoich zadań na terenie województwa śląskiego przyczyniły się do gospodarczego, kulturalnego i społecznego rozwoju województwa.

## Turystyka i wypoczynek

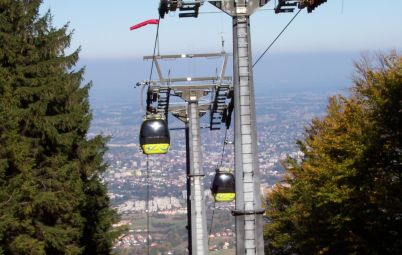
Kolej gondolowa na Szyndzielnię w Bielsku-Białej we wschodniej części Beskidu Śląskiego

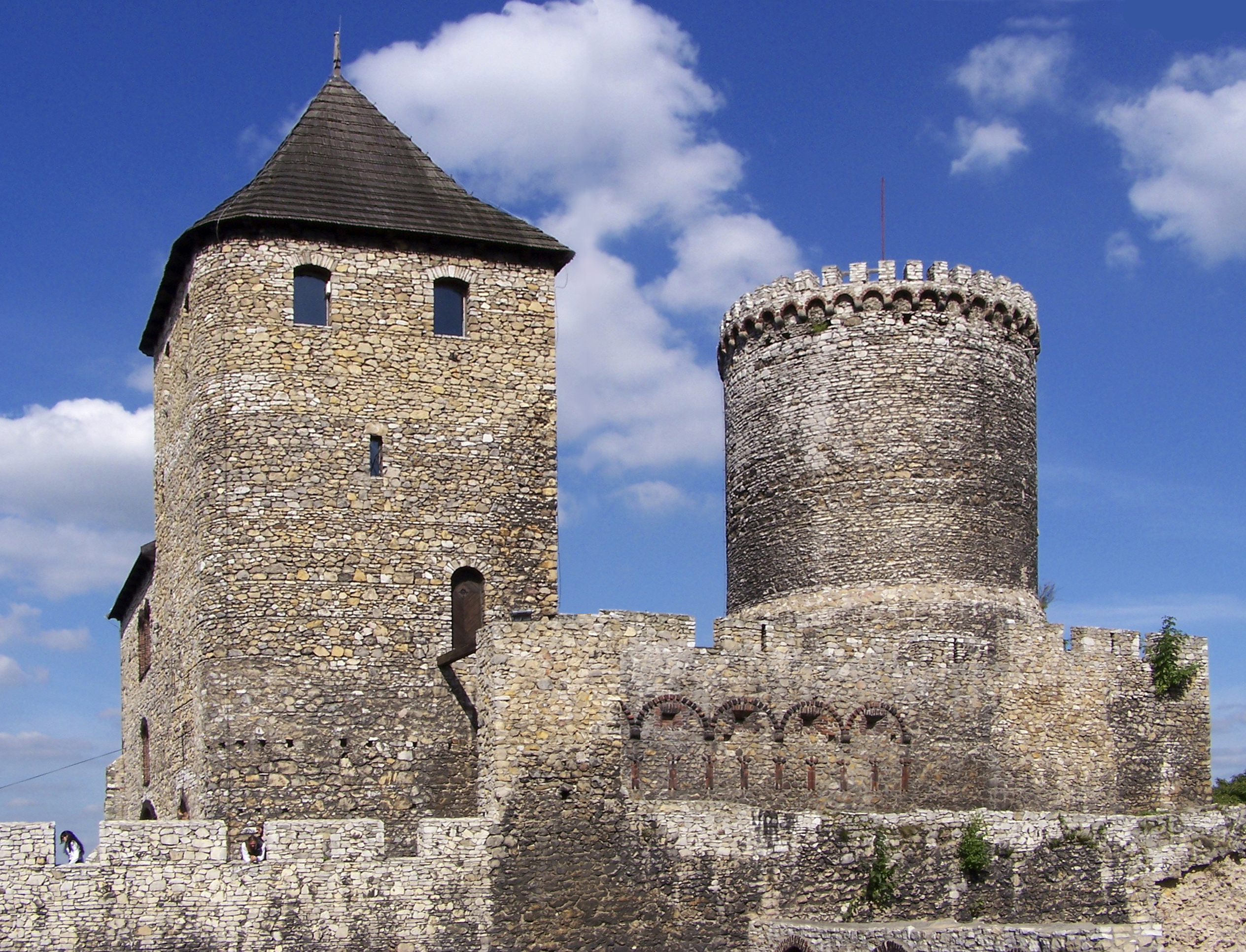
Zamek w Będzinie

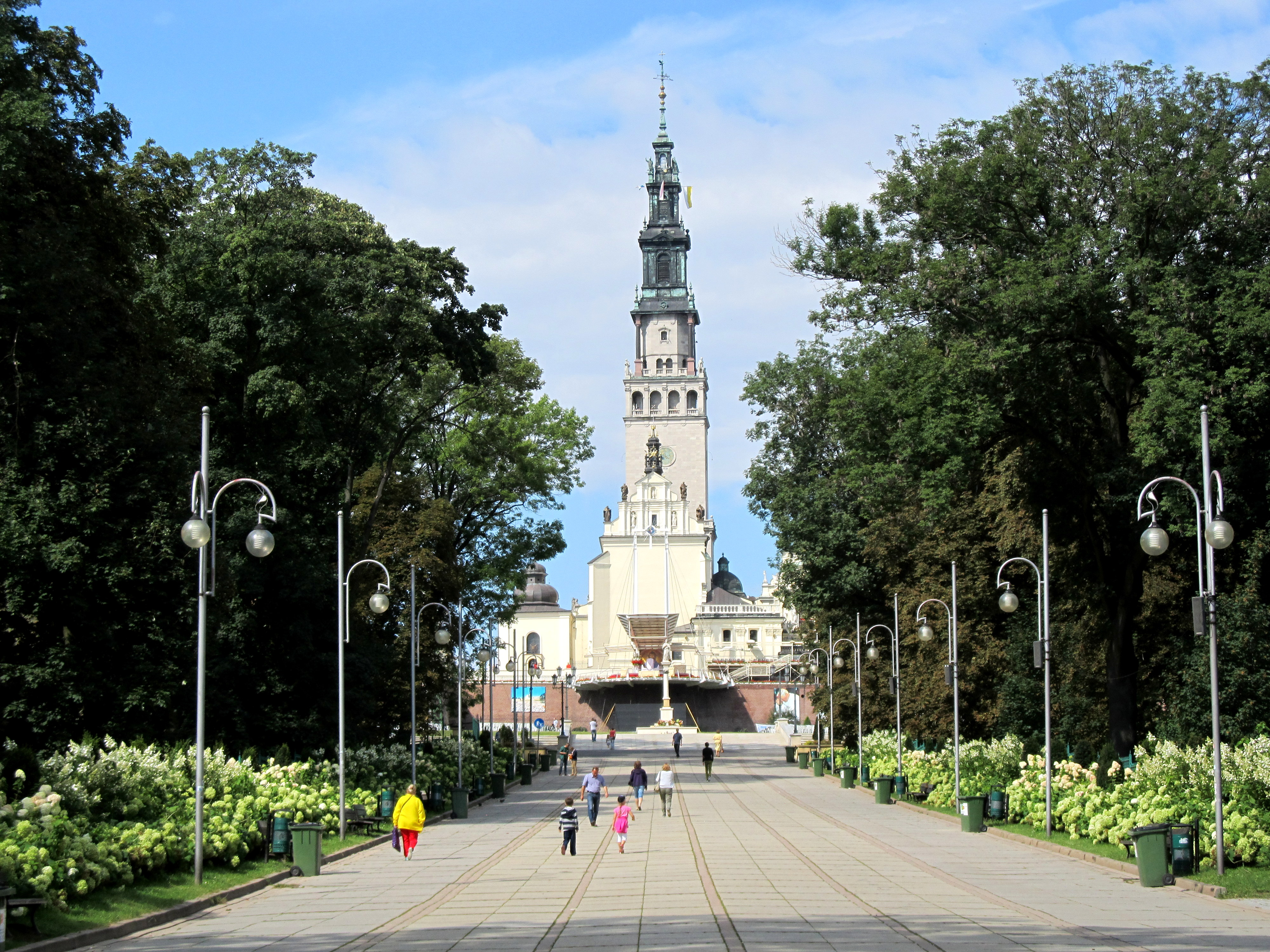
Jasna Góra widziana od strony Alei Najświętszej Maryi Panny

Beskid Śląski jest terenem turystycznym, na jego terenie znajdują się liczne ośrodki sportów zimowych, a także bazy turystyczne oraz szlaki turystyczne (Bielsko-Biała, Szczyrk, Wisła, Istebna, Korbielów czy Ustroń). Wbrew pozorom województwo śląskie jest miejscem o dużej liczbie jezior (szczególnie sztucznych, będących pozostałościami po wyrobiskach piasku dla kopalni). Wiele z nich umożliwia uprawianie sportów wodnych. Najbardziej znanymi są zbiorniki Pogoria w Dąbrowie Górniczej (łączna powierzchnia ok. 800 ha), Zalew Sosina w Jaworznie, Jezioro Paprocańskie w Tychach, Jezioro Łąckie w Łące koło Pszczyny oraz Jezioro Rybnickie w Rybniku. Ciekawym miejscem do letniego wypoczynku, pływania i wędkowania są również pożwirowe wyrobiska nad rzeką Odrą w powiecie wodzisławskim. Tereny pieszych wędrówek, wspinaczki skałkowej oraz speleologii na terenie Jury Krakowsko-Częstochowskiej, tzn. Szlak Orlich Gniazd. W Dąbrowie Górniczej znajduje się także zachodni fragment Pustyni Błędowskiej.
Spragnieni kultury i historii turyści mogą zwiedzać Państwowe Muzeum Zamkowe w Pszczynie z rezerwatem żubrów, Zamek Piastowski w Gliwicach i Rybniku, zespół klasztorno-pałacowy w Rudach i Wodzisławiu, Muzeum Okręgowe w Bielsku-Białej, Muzeum Fauny i Flory w Jaworzu, radiostację gliwicką – miejsce prowokacji hitlerowskiej w przeddzień II wojny światowej lub podążać Szlakiem Architektury Drewnianej.
Ponadto wbrew obiegowej opinii na terenie województwa można zwiedzać także stare miasta – w Rybniku, Pszczynie, Gliwicach, Bytomiu, Cieszynie, Żorach, Wodzisławiu, Bielsku-Białej i Częstochowie. Na obszarze regionu znajdują się także zamki – w Bielsku-Białej, Będzinie, Chudowie, Lublińcu, Podzamczu koło Ogrodzieńca, Olsztynie koło Częstochowy i Tarnowskich Górach-Starych Tarnowicach.
Ośrodkami religijnymi są zabytkowe np. klasztor na Jasnej Górze w Częstochowie, bazylika w Piekarach Śląskich, bazylika w Pszowie oraz sanktuarium w Turzy Śląskiej. Unikalnymi w skali kraju są gotyckie drewniane świątynie pw. Wszystkich Świętych w Łaziskach i Sierotach.
Ponadto wiele jest zabytków przemysłowych, wśród których najsławniejsze to wpisane w 2017 jako pierwszy obiekt z województwa śląskiego na listę światowego dziedzictwa UNESCO Zabytkowa Kopalnia Srebra i Sztolnia Czarnego Pstrąga w Tarnowskich Górach (jedne z 28 obiektów w ramach wpisu o nazwie Kopalnia rud ołowiu, srebra i cynku wraz z systemem gospodarowania wodami podziemnymi w Tarnowskich Górach), Skansen górniczy „Królowa Luiza” i Skansen podziemny „Guido” w Zabrzu, Dom Tkacza i Muzeum Techniki i Włókiennictwa w Bielsku-Białej, Tyskie Browarium w Tychach. Jedyne w Polsce Muzeum Górnictwa Węglowego w Zabrzu. Zabytki przemysłowe scala Szlak Zabytków Techniki Województwa Śląskiego.
Miejscami aktywnego wypoczynku w województwie śląskim są również parki rekreacyjne w tym Park Śląski w Chorzowie z ogrodem zoologicznym wesołym miasteczkiem i planetarium i park Trzy Wzgórza w Wodzisławiu Śląskim z kompleksem sportowo-rozrywkowym. Miejscem związanym ze śląską przyrodą jest też Śląski Ogród Botaniczny w Mikołowie.

## Przyroda i jej ochrona

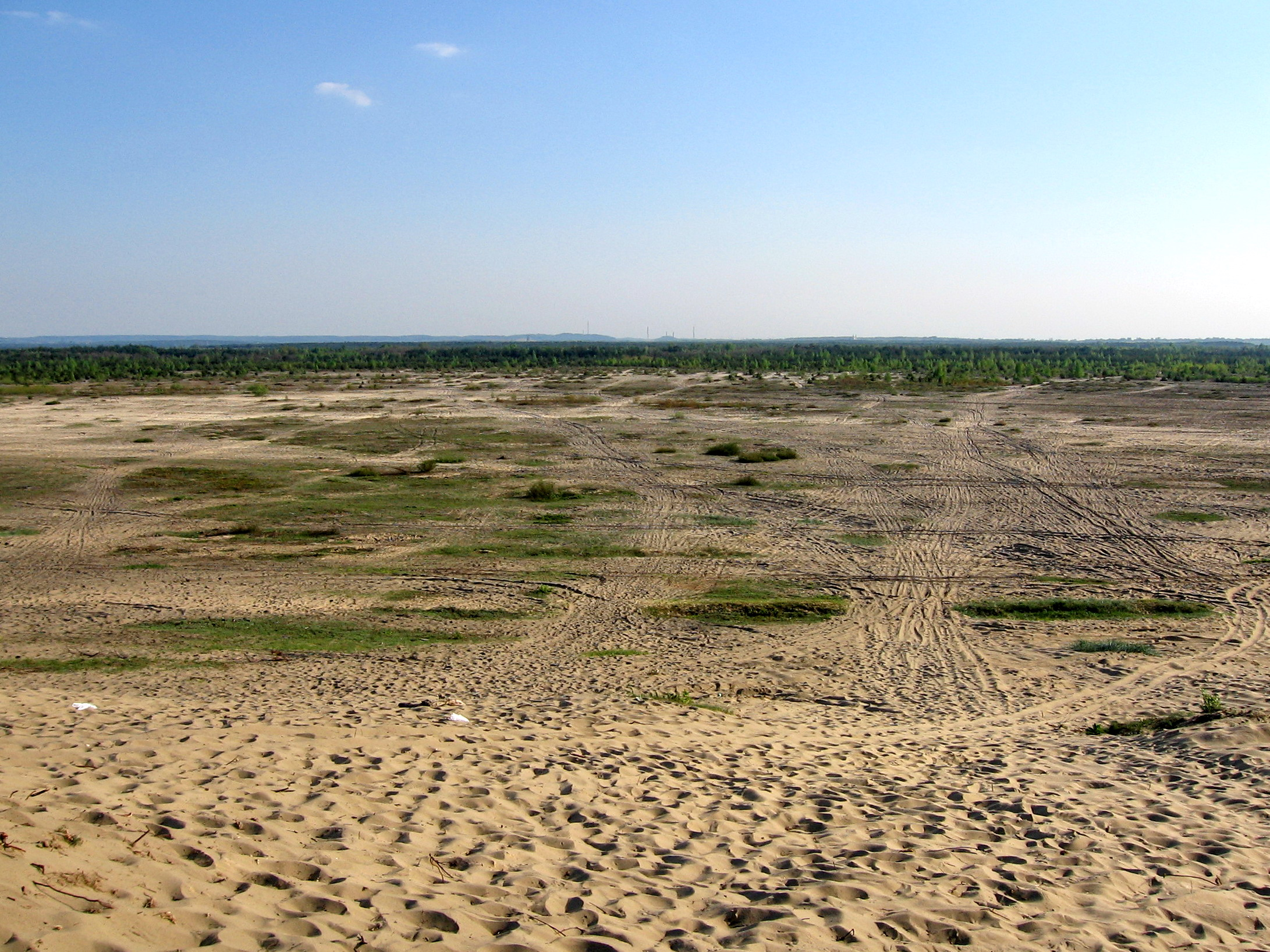
Pustynia Błędowska

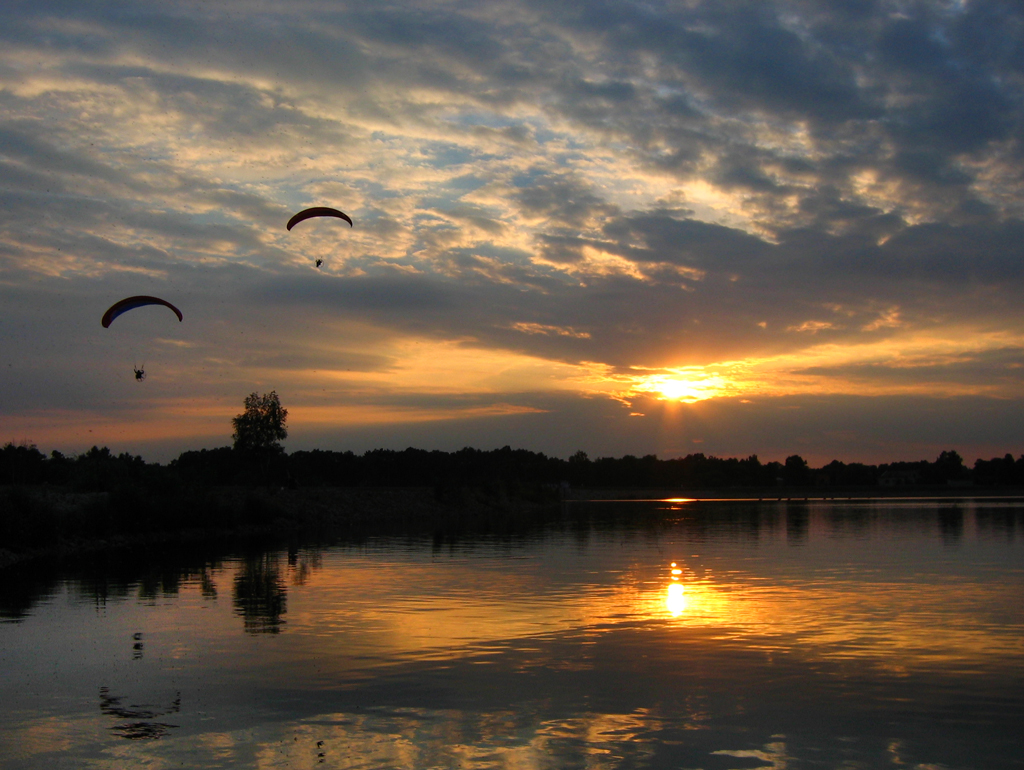
Pogoria IV w Dąbrowie Górniczej

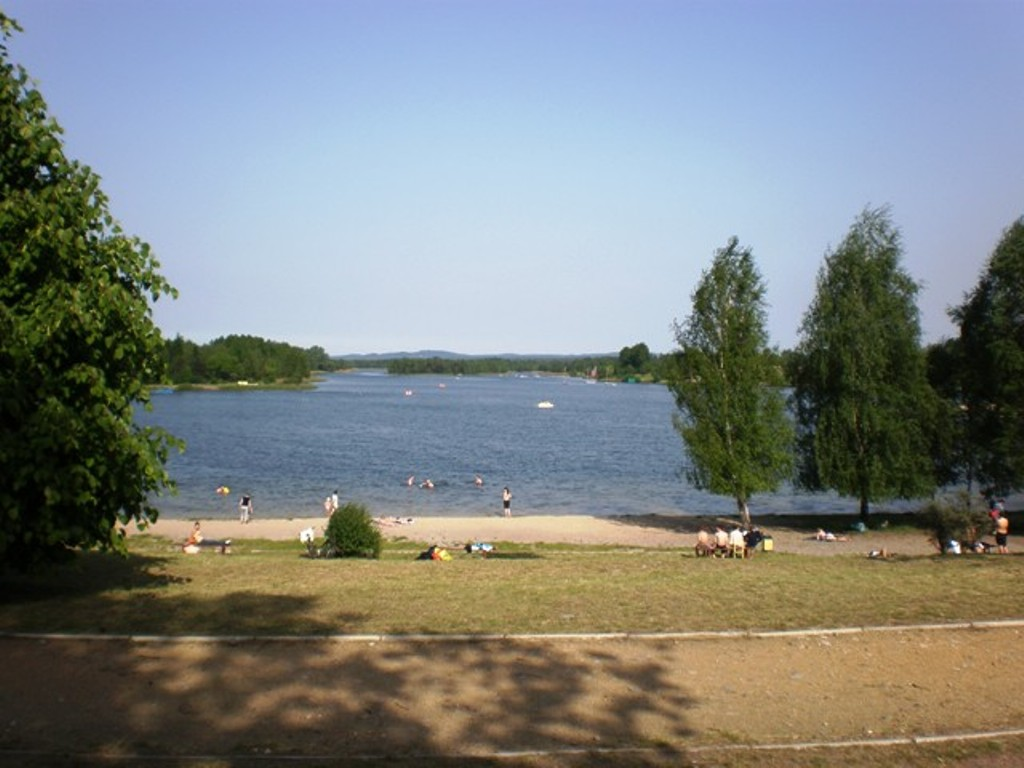
Zalew Sosina w Jaworznie

Według danych z 31 grudnia 2012 r. w woj. śląskim lasy obejmowały powierzchnię 392,2 tys. ha, co stanowiło 31,8% jego powierzchni.
Na terenie woj. śląskiego znajdują się kompleksy leśne, których historyczne i umowne nazwy to:
- Lasy Lublinieckie
- Lasy Raciborskie
- Lasy Pszczyńskie

Stan lasów woj. śląskiego jest wynikiem negatywnych przemian i działalności człowieka, głównie w okresie XVIII, XIX i XX wieku. W początkach tzw. ery przemysłowej lasy śląskie poddane były szczególnie rabunkowej gospodarce związanej z nieracjonalnym pozyskiwaniem surowca drzewnego, co związane było z gwałtownym rozwojem i potrzebami hut cynku, ołowiu, żelaza oraz wzrastającemu zapotrzebowaniu kopalń węgla kamiennego na drewno niezbędne do zabudowy wyrobisk górniczych. Prowadziło to do masowego wyrębu drzew gatunków liściastych (buk, dąb, brzoza, olsza, grab). Zabiegi te doprowadziły do zmiany w składzie gatunkowym śląskich lasów i zwiększenia udziału gatunków iglastych. Masowo sadzono jednogatunkowe, lite drzewostany sosnowe i świerkowe bez względu na rodzaj siedliska. Z tego też względu pogłębiła się znacznie degradacja siedlisk, zakłócając strukturę biocenotyczną drzewostanów, co z kolei spowodowało częstsze występowanie gradacji szkodliwych owadów drzew leśnych.
Nie bez wpływu na stan polskich, a także i śląskich lasów miały działania wojenne i zwiększone potrzeby przemysłu zbrojeniowego w okresie II wojny światowej, a po wojnie gwałtowny rozwój i wzrost przemysłu wydobywczego i hutniczego Górnego Śląska.
Obecnie dla utrzymania lasów narażonych na silne działanie emisji przemysłowych prowadzi się przebudowę drzewostanów. W miejsce drzew mało odpornych na zanieczyszczenia, sadzi się gatunki drzew mniej wrażliwych na emisje przemysłowe.
Dopiero w roku 1968 utworzono i zagospodarowywać zaczęto Leśny pas ochronny GOP wokół Górnośląskiego Okręgu Przemysłowego (GOP) o powierzchni ok. 32 tys. ha i utworzono nowe rezerwaty oraz parki krajobrazowe.
Jednym z najważniejszych przyrodniczych miejsc w woj. śląskim jest rezerwat Wielikąt położony w powiecie wodzisławskim. Na jego terenie występują lub mają lęgowiska ptaki gatunki zagrożone w skali globalnej, europejskiej i krajowej m.in.: orzeł bielik, kropiatka, krwawodziób, zimorodek, podróżniczek, brzęczka. Wiele z tych gatunków ptaków występuje w południowej Polsce wyłącznie w rezerwacie Wielikąt.
Parki krajobrazowe, rezerwaty przyrody i inne formy ochrony środowiska przyrodniczego w granicach woj. śląskiego:
- Park Śląski
- Park Krajobrazowy Beskidu Małego
- Park Krajobrazowy Beskidu Śląskiego
- Park Krajobrazowy Cysterskie Kompozycje Krajobrazowe Rud Wielkich
- Park Krajobrazowy Lasy nad Górną Liswartą
- Park Krajobrazowy Orlich Gniazd
- Park Krajobrazowy Stawki
- Załęczański Park Krajobrazowy
- Żywiecki Park Krajobrazowy
- Rezerwat przyrody Dolina Żabnika
- Rezerwat sasanek
- Rezerwat przyrody Łężczok
- Rezerwat przyrody Segiet
- Arboretum Bramy Morawskiej
- Zespół przyrodniczo-krajobrazowy Wielikąt
- Park w Wodzisławiu Śląskim Kokoszycach
- Rezerwat Żubrów „Żubrowisko” w Jankowicach koło Pszczyny

W latach 1992–2021 działało Centrum Dziedzictwa Przyrody Górnego Śląska – jedyna w Polsce samorządowa jednostka, powołana w celu badania, dokumentowania, ochrony oraz prognozowania stanu przyrody Górnego Śląska (województwa śląskie i opolskie).

## Nauka i oświata

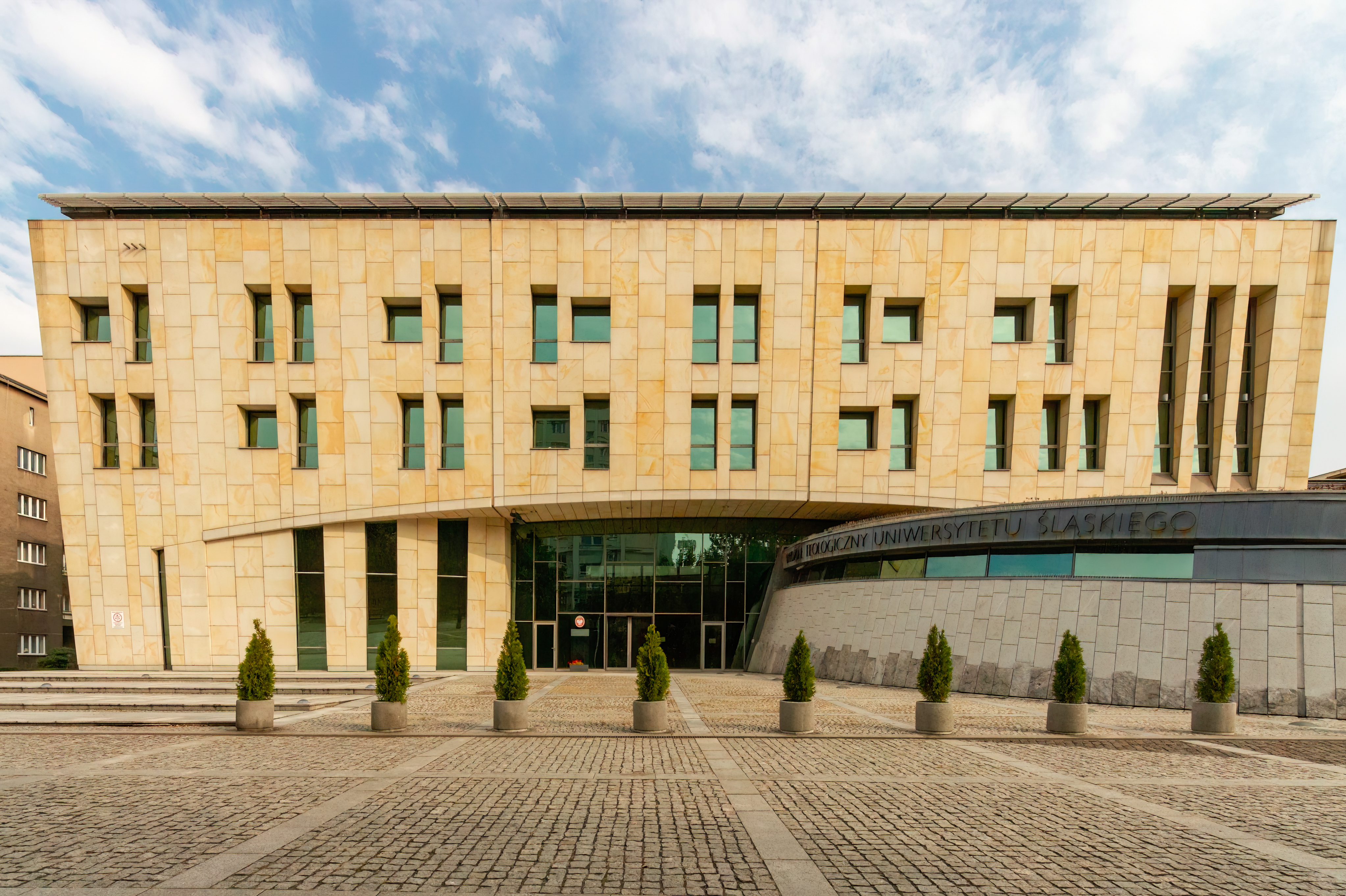
Wydział Teologiczny Uniwersytetu Śląskiego

Na terenie województwa znajdują się 34 szkoły wyższe oraz 25 jednostek zamiejscowych. Niemniej jednak, aż do lat 60. województwo śląskie nie posiadało uniwersytetu.
Do największych uczelni w województwie (według liczby studentów, stan na 30.11.2016 r.) należały:
1. Uniwersytet Śląski w Katowicach (23 133 studentów),
2. Politechnika Śląska w Gliwicach (21 366 studentów),
3. Uniwersytet Ekonomiczny w Katowicach (10 345 studentów),
4. Śląski Uniwersytet Medyczny w Katowicach (9 870 studentów),
5. Politechnika Częstochowska (7 881 studentów),
6. Uniwersytet Bielsko-Bialski (5 482 studentów),
7. Akademia Wychowania Fizycznego im. Jerzego Kukuczki w Katowicach (4 727 studentów),
8. Uniwersytet Jana Długosza w Częstochowie (4 525 studentów)[48].

## Religia

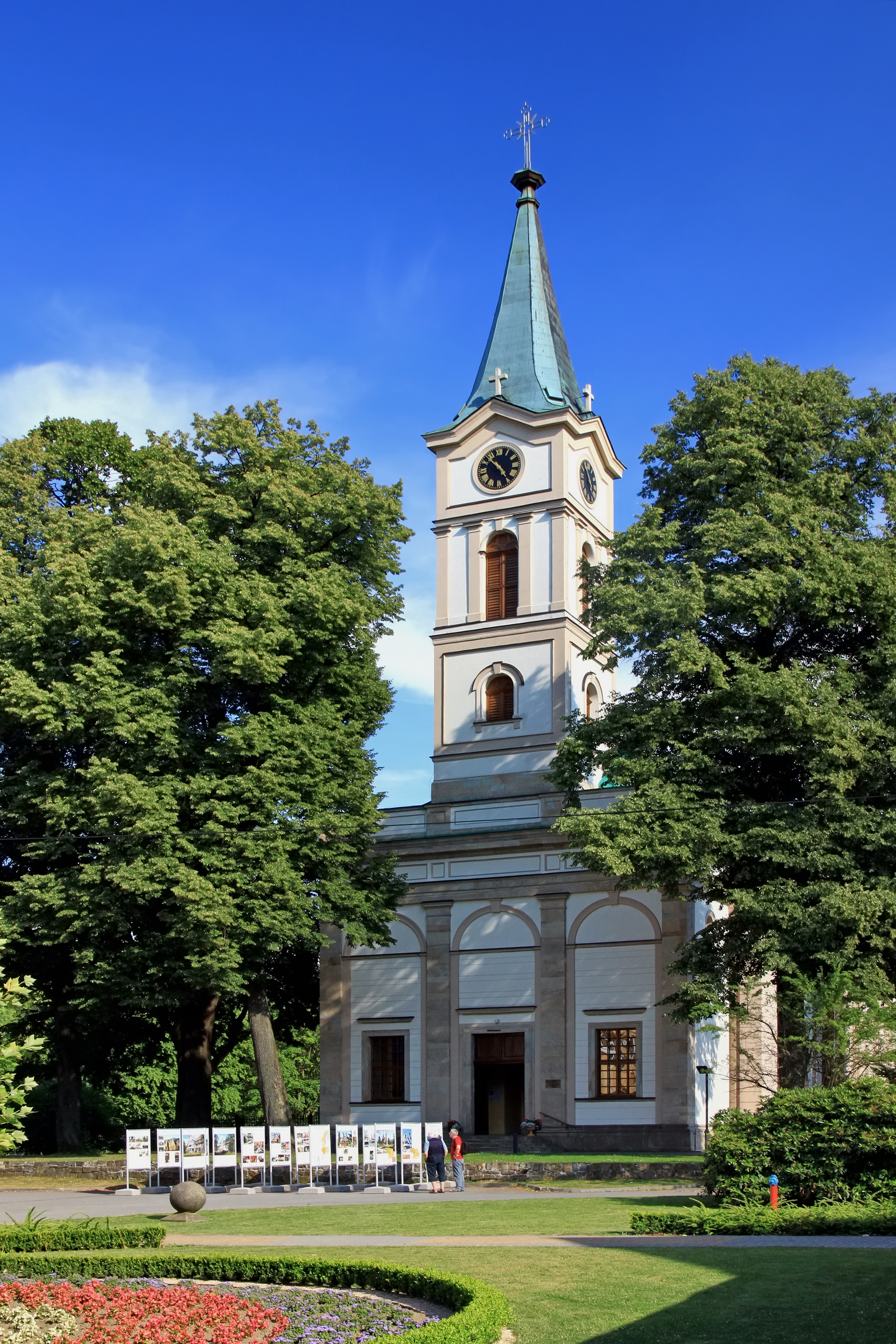
Kościół Ewangelicko-Augsburski w Wiśle

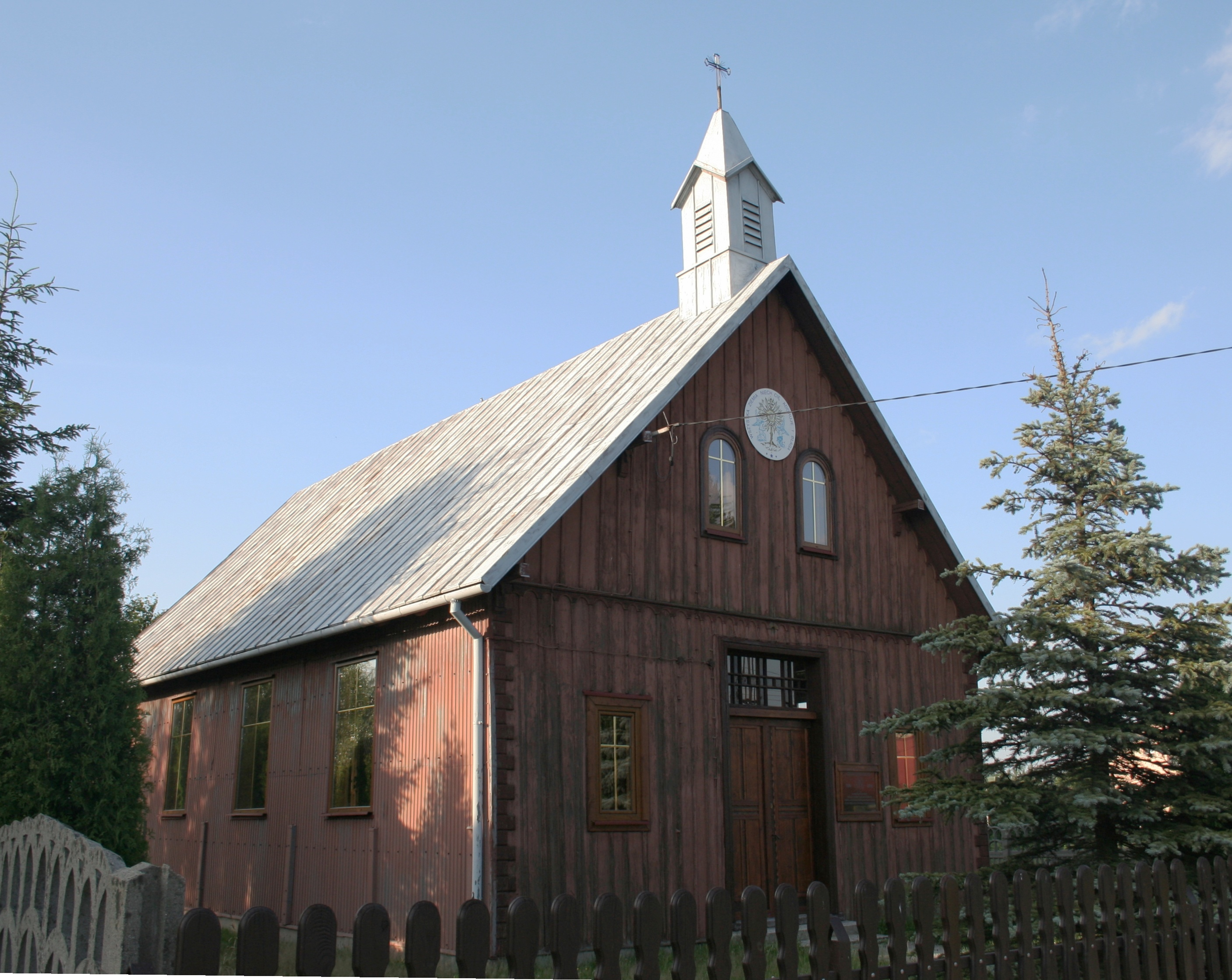
Kościół mariawitów w Starczy

Na terenie województwa funkcjonują trzy rzymskokatolickie metropolie: częstochowska, katowicka i krakowska.
W województwie śląskim głównymi ośrodkami kultu religijnego katolików są Jasna Góra, Bazylika Najświętszej Marii Panny i św. Bartłomieja w Piekarach Śląskich oraz Bazylika Narodzenia Najświętszej Maryi Panny w Pszowie.
W Śląskiem działają dwie diecezje Kościoła Ewangelicko-Augsburskiego w RP: Diecezja cieszyńska i diecezja katowicka. Na terenie województwa mieszka ponad połowa polskich luteran, z czego najwięcej w powiecie cieszyńskim.
W okolicy Koziegłów i Starczej znajduje się duże skupisko mariawitów należących do diecezji śląsko-łódzkiej Kościoła Starokatolickiego Mariawitów.
Na terenie województwa działają również: Kościół Greckokatolicki, Kościół Polskokatolicki, Kościół Starokatolicki, Kościół Katolicki Mariawitów, Polski Autokefaliczny Kościół Prawosławny, Świadkowie Jehowy, Świecki Ruch Misyjny „Epifania”, Kościół Jezusa Chrystusa Świętych w Dniach Ostatnich, Buddyjski Związek Diamentowej Drogi Linii Karma Kagyu, Liga Muzułmańska w RP oraz Związek Gmin Wyznaniowych Żydowskich w RP.

## Sport

Stadion Śląski w Chorzowie

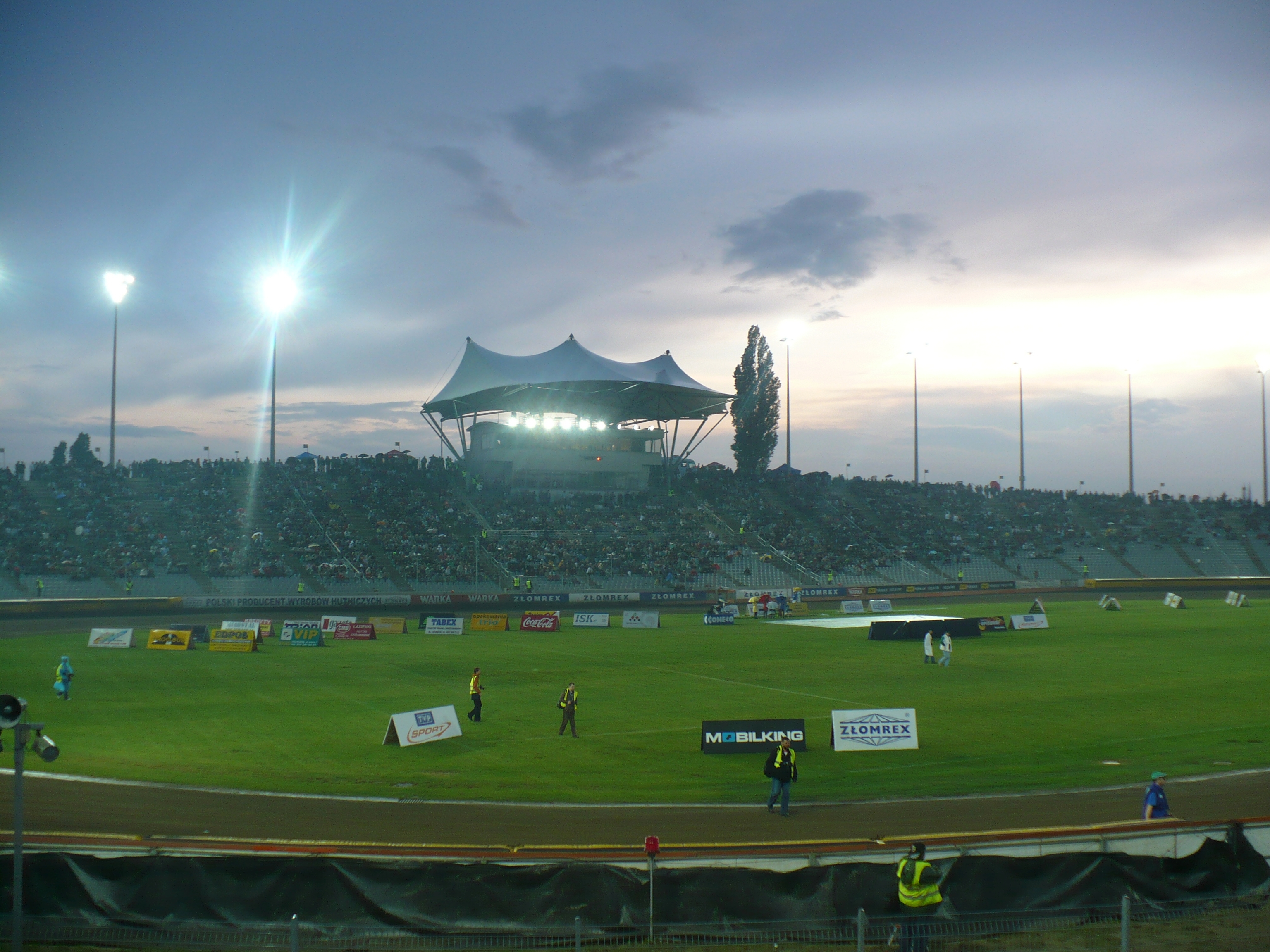
Stadion Arena Częstochowa

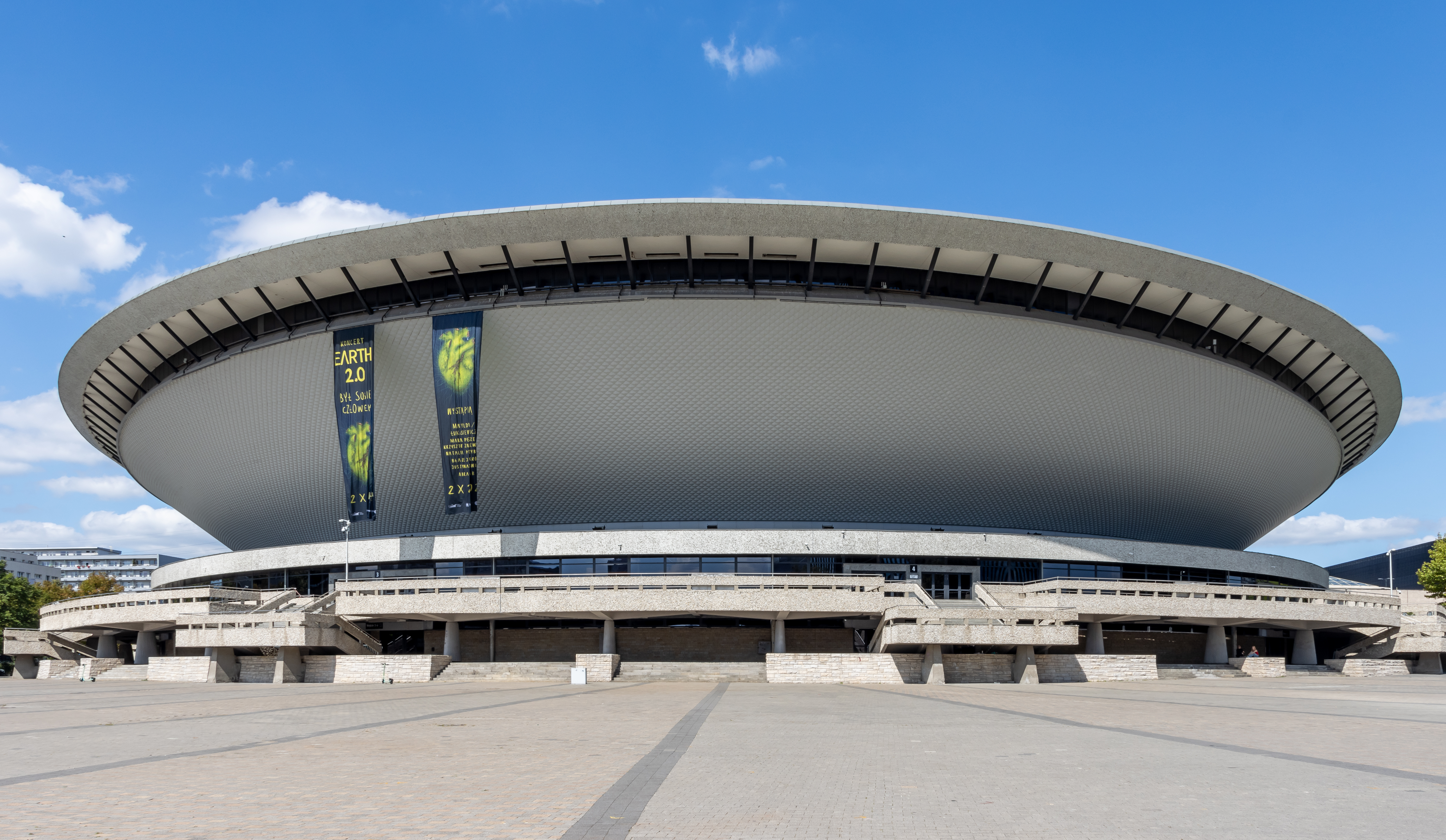
Hala sportowa Spodek w Katowicach

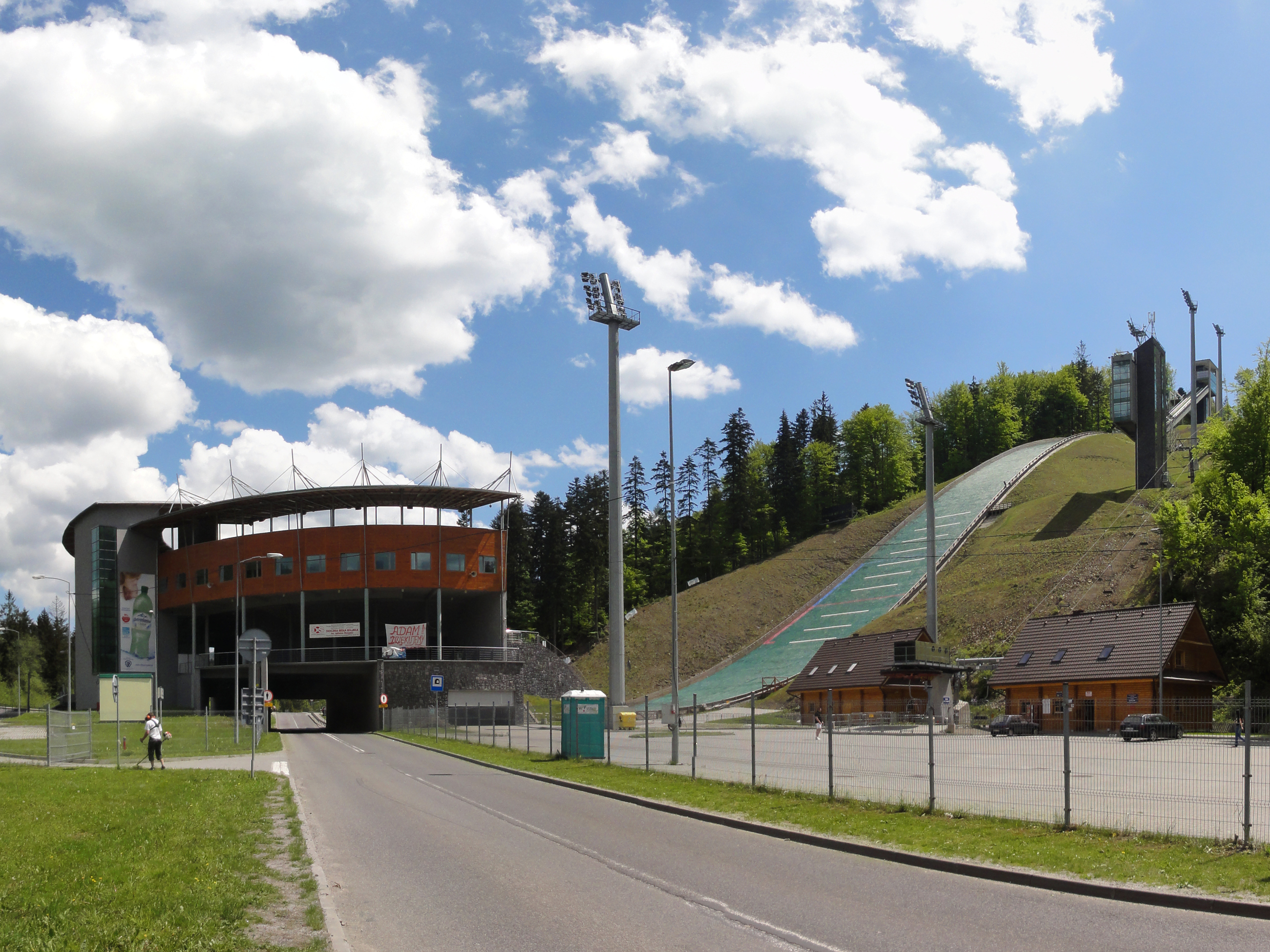
Skocznia narciarska im. Adama Małysza w Wiśle-Malince

### Biathlon
Aż 10 spośród 35 klubów biathlonowych zrzeszonych w Polskim Związku Biathlonu działa w województwie śląskim. Śląskie jest drugim w kraju województwem z największą liczbą klubów biathlonowych. Więcej klubów biathlonowych (12) działa tylko w województwie dolnośląskim. Na terenie województwa śląskiego działają dwa spośród trzech w Polsce Biathlonowych Ośrodków Szkolenia Sportowego Młodzieży (BOSSM) mieszczące się w Wodzisławiu Śląskim i Żywcu. Z województwa śląskiego pochodzi mistrz świata i Europy oraz wicemistrz olimpijski w biathlonie Tomasz Sikora.

### Futbol amerykański
W województwie śląskim popularną dyscypliną staje się futbol amerykański. Działa tu już kilka drużyn: Tychy Falcons, Hammers Łaziska Górne czy Silesia Rebels.

### Hokej na lodzie
W Śląskiem działa wiele drużyn hokeja na lodzie. Śląskie drużyny często zdobywały tytuł Mistrza Polski oraz Puchar Polski. Aktualnym mistrzem Polski jest JKH GKS Jastrzębie. Sześciokrotnie mistrzostwo Polski zdobyły drużyny GKS Katowice, Polonia Bytom. Ponadto mistrzami Polski w hokeju na lodzie były drużyny: Zagłębie Sosnowiec, GKS Tychy, Dąb Katowice. Najbardziej utytułowaną drużyną w rozgrywkach o Puchar Polski jest GKS Tychy, ośmiokrotny zdobywca tego trofeum. Inną znaną drużyną jest Naprzód Janów.

### Łucznictwo
W województwie śląskim działają kluby łucznicze: MLKS Czarna Strzała Bytom, LKS Łucznik Żywiec, Śląski Klub Łuczniczy „REFLEX”, Klub Łuczniczy A3D TOSZEK.

### Pétanque
W Śląskiem działa kilka organizacji sportowych pétanque. Trzy z nich Żywiecki Klub Boules, Śląski Klub Petanque „Carbon” i Sekcja Petanque przy Stowarzyszeniu Domu Miasta Saint-Etienne w Katowicach są zrzeszone w Polskiej Federacji Pétanque i grają w lidze PFP. W ciągu dziesięciu lat, od założenia Federacji w roku 2001, klub z Żywca czterokrotnie zdobywał tytuł Klubowego Mistrza Polski, a jego zawodnicy siedmiokrotnie tytuł Mistrza Polski Seniorów, a następnie reprezentowali Polskę na mistrzostwach świata i Europy.

### Piłka nożna
Górnik Zabrze i Ruch Chorzów wielokrotnie zdobywały tytuły mistrza i wicemistrza Polski oraz Puchar Polski. Ponadto mistrzami Polski w piłce nożnej były dwie drużyny z Bytomia: Polonia i Szombierki, gliwicki Piast oraz Raków Częstochowa, który zdobył również 2 Puchary Polski. Drużyny katowickiej GieKSy oraz Zagłębia Sosnowiec czterokrotnie zostawały wicemistrzami i kilkukrotnie zdobywały Puchar Polski. Ponadto AKS Chorzów, 1. FC Katowice, GKS Tychy i Odra Wodzisław Śląski zajmowały miejsca na podium mistrzostw Polski w piłce nożnej, a ROW Rybnik był finalistą Pucharu Polski. W latach 50. i 60. połowa klubów polskiej ekstraklasy pochodziła z ówczesnego województwa śląskiego.
Dowodem jakie znaczenie dla mieszkańców Śląska ma piłka nożna jest fakt że ma on swoją własną reprezentację piłkarską. W skład Reprezentacji Śląska wchodzą wyłącznie zawodnicy grający na co dzień w górnośląskich klubach piłkarskich.

### Siatkówka
Najważniejsze drużyny: Jastrzębski Węgiel, Norwid Częstochowa, Płomień Sosnowiec oraz TKS Tychy i Energetyk Jaworzno. BKS Stal Bielsko-Biała jest najbardziej utytułowaną drużyną siatkówki spośród zespołów Ligi Siatkówki Kobiet. Drugi sezon w Plus Lidze Kobiet rozgrywa także drużyna MKS Dąbrowa Górnicza.

### Skoki narciarskie
Najpopularniejsze kluby w których można uprawiać skoki narciarskie to WSS Wisła, AZS-AWF Katowice i SSR LZS Sokół Szczyrk. Z województwa śląskiego pochodzi wielokrotny mistrz świata i zdobywca pucharu świata Adam Małysz.

### Żużel
W województwie śląskim popularny jest również żużel. Najbardziej znane drużyny żużlowe województwa śląskiego to RKM Rybnik i Włókniarz Częstochowa, należące do czołowych polskich drużyn.

### Obiekty sportowe
Największym stadionem w województwie jest Stadion Śląski w Chorzowie. Pełni funkcje stadionu piłkarskiego i lekkoatletycznego. Na terenie województwa istnieje lub jest w budowie kilka nowoczesnych stadionów piłkarskich: Stadion Miejski w Gliwicach, Stadion Miejski w Bielsku-Białej, Stadion im. Ernesta Pohla w Zabrzu, Stadion Miejski w Tychach. Innymi dużymi stadionami są Stadion Szombierek Bytom, Stadion Ruchu Chorzów, Stadion Miejski w Rybniku, stadion żużlowy Arena Częstochowa, Stadion MOSiR w Wodzisławiu Śląskim.
W województwie funkcjonuje również wiele hal widowiskowo-sportowych z których największe są: Spodek w Katowicach, Hala Sportowa Częstochowa, Hala Widowiskowo-Sportowa w Bielsku-Białej, Hala Widowiskowo-Sportowa Centrum w Dąbrowie Górniczej, Hala Widowiskowo-Sportowa w Jastrzębiu-Zdroju, Hala Polonia, Hala Widowiskowo-Sportowa w Zabrzu. Największym obiektem tego typu w województwie jest Arena Gliwice.
Inne obiekty sportowe: skocznia narciarska w Wiśle-Malince, skocznia Skalite w Szczyrku.

## Administracja i polityka

Logo Województwa Śląskiego

### Samorząd wojewódzki
Organem stanowiącym jest Sejmik Województwa Śląskiego, składający się z 45 radnych. Siedzibą sejmiku województwa są Katowice.
Sejmik wybiera organ wykonawczy samorządu, którym jest zarząd województwa, składający się z 5 członków z przewodniczącym mu marszałkiem.
| Komitet wyborczy                            | Mandaty |
| ------------------------------------------- | ------- |
| Koalicja Obywatelska                        | 20/45   |
| Prawo i Sprawiedliwość                      | 18/45   |
| Trzecia Droga PSL – PL 2050 Szymona Hołowni | 5/45    |
| Lewica                                      | 2/45    |

Budżet województwa śląskiego w 2013 r. zamknął się wydatkami w wysokości 1705,5 mln zł oraz dochodami w wysokości 1592,9 mln zł. Zadłużenie samorządu na koniec 2013 r. wyniosło 500,1 mln zł, co stanowiło 31,4% wartości wykonanych dochodów.

### Młodzieżowy Sejmik Województwa Śląskiego
Młodzieżowy Sejmik Województwa Śląskiego jest on organem kolegialnym, mającym charakter konsultacyjny, doradczy i inicjatywny. Składa się z 45 przedstawicieli młodzieży w wieku od lat 15 do 24 z terenu województwa śląskiego.

### Administracja rządowa

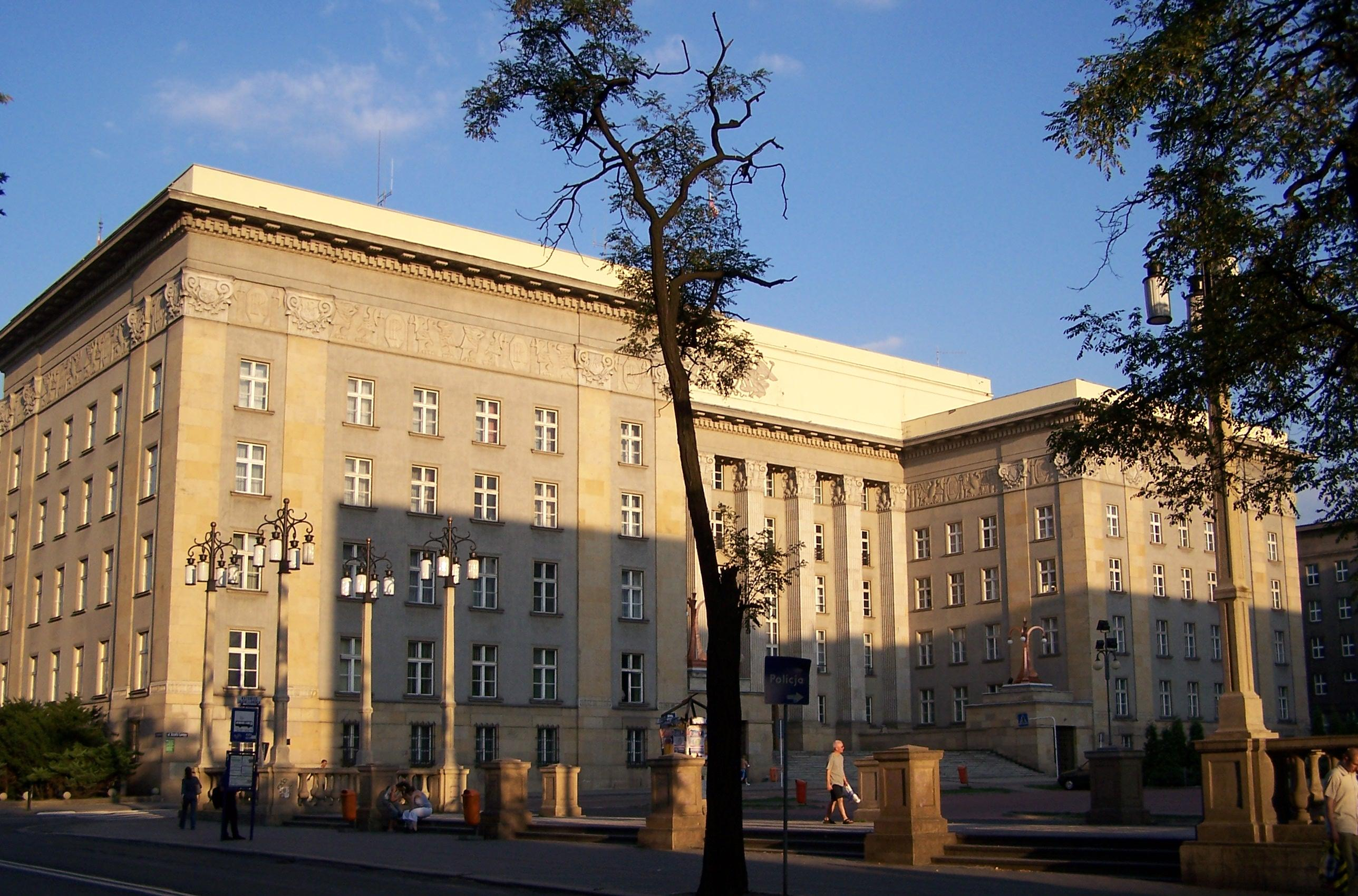
Siedziba urzędu wojewódzkiego – Gmach Sejmu Śląskiego

Organem administracji rządowej jest Wojewoda Śląski, wyznaczany przez Prezesa Rady Ministrów. Siedzibą wojewody są Katowice, gdzie znajduje się Śląski Urząd Wojewódzki w Katowicach. W ramach urzędu działają także 2 delegatury: w Bielsku-Białej i w Częstochowie.
Delegatury urzędu wojewódzkiego obejmują swoim zasięgiem działania:
- delegatura w Bielsku-Białej powiaty: bielski, cieszyński i żywiecki oraz miasto Bielsko-Biała.
- delegatura w Częstochowie powiaty: częstochowski, kłobucki, myszkowski oraz miasto Częstochowa[53].

### Wojewodowie śląscy
(od 1999)
- Marek Wójcik od 20 grudnia 2023[54]
- Jarosław Wieczorek od 8 grudnia 2015 do 2 listopada 2023
- Piotr Litwa od 12 marca 2014 do 8 grudnia 2015
- Zygmunt Łukaszczyk od 29 listopada 2007 do 27 lutego 2014
- Tomasz Pietrzykowski od 28 grudnia 2005 do 29 listopada 2007
- Lechosław Jarzębski od 22 października 2001 do grudnia 2005
- Wilibald Winkler od 9 grudnia 2000 do 17 października 2001
- Marek Kempski od 1 stycznia 1999 do 7 grudnia 2000

Wojewodowie katowiccy (1973–1998)
- Marek Kempski od 12 grudnia 1997 do 31 grudnia 1998
- Eugeniusz Ciszak od 1 czerwca 1994 do 21 listopada 1997
- Wojciech Czech od 28 maja 1990 do 1 marca 1994
- Tadeusz Wnuk od 18 maja 1985 do 28 maja 1990
- Roman Paszkowski od 16 grudnia 1981 do 18 maja 1985
- Henryk Lichoś od 24 grudnia 1980 do 15 grudnia 1981
- Zdzisław Legomski od 15 czerwca 1978 do 23 grudnia 1980
- Stanisław Kiermaszek od 11 czerwca 1975 do 14 czerwca 1978
- Jerzy Ziętek od 12 grudnia 1973 do 10 czerwca 1975

Przewodniczący Wojewódzkiej Rady Narodowej w Katowicach (1950–1973)
- Jerzy Ziętek od 1964 do 1973
- Ryszard Nieszporek od 1954 do 1964
- Józef Koszutski od 1952 do 1954
- Bolesław Jaszczuk od 1950 do 28 kwietnia 1952

Wojewodowie śląscy (1945–1950)
- Bolesław Jaszczuk od 1 listopada 1948 do 1950
- Aleksander Zawadzki od 11 marca 1945 do 31 października 1948
- Jerzy Ziętek od 1 lutego 1945 do 10 marca 1945

Wojewodowie śląscy (1922–1939)
- Michał Grażyński (1 września 1926 – 5 września 1939)
- Mieczysław Bilski (6 maja 1924 – 28 sierpnia 1926)
- Tadeusz Koncki (13 października 1923 – 2 maja 1924)
- Antoni Schultis (1 lutego 1923 – 2 października 1923)
- Józef Rymer (18 maja 1922 – 5 grudnia 1922)

## Bezpieczeństwo publiczne
W województwie śląskim działa centrum powiadamiania ratunkowego, które znajduje się w Katowicach i które obsługuje zgłoszenia alarmowe kierowane do numerów alarmowych 112, 997, 998 i 999.

### Wojsko
W województwie stacjonują jednostki wojskowe Sił Zbrojnych RP m.in.:
- Wojsk Lądowych RP
  - 18 Bielski Batalion Powietrznodesantowy
  - 6 Batalion Powietrznodesantowy
  - 5 Tarnogórski Pułk Chemiczny
- Sił Powietrznych RP
  - 34 Śląski Dywizjon Rakietowy Obrony Powietrznej
- Wojsk Specjalnych RP
  - Jednostka Wojskowa Komandosów
  - Jednostka Wojskowa Agat

Instytucje wykonujące zadania na rzecz SZ RP:
Jednostka administracji wojskowej MON – Wojewódzki Sztab Wojskowy w Katowicach
- Żandarmeria Wojskowa
- Służba Kontrwywiadu Wojskowego